# Geologie von Dresden

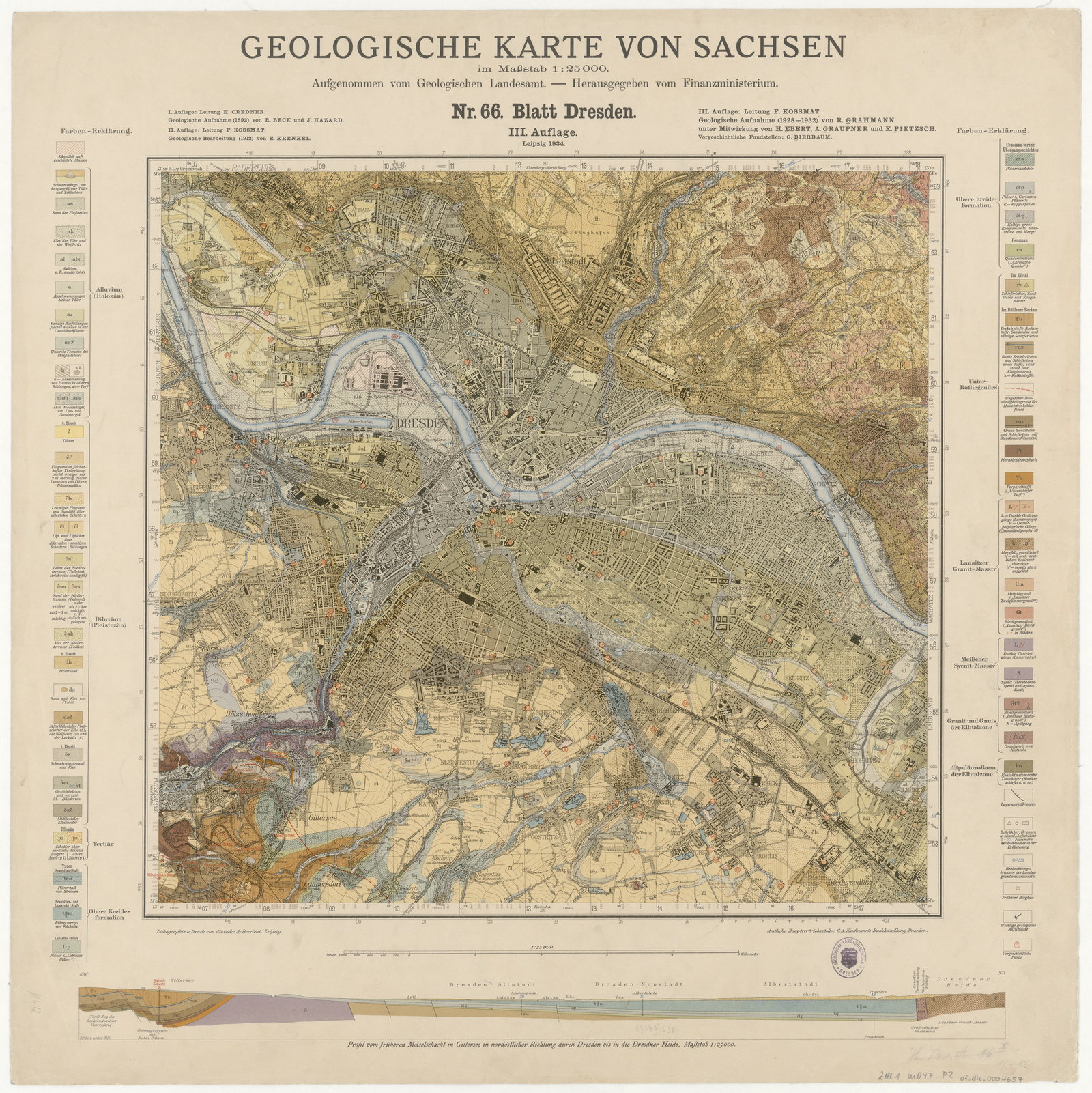
Geologische Karte von Dresden, Maßstab 1 : 25.000, Ausgabe 1934 von F. Kossmat und R. Grahmann (Quelle: deutschefotothek.de)

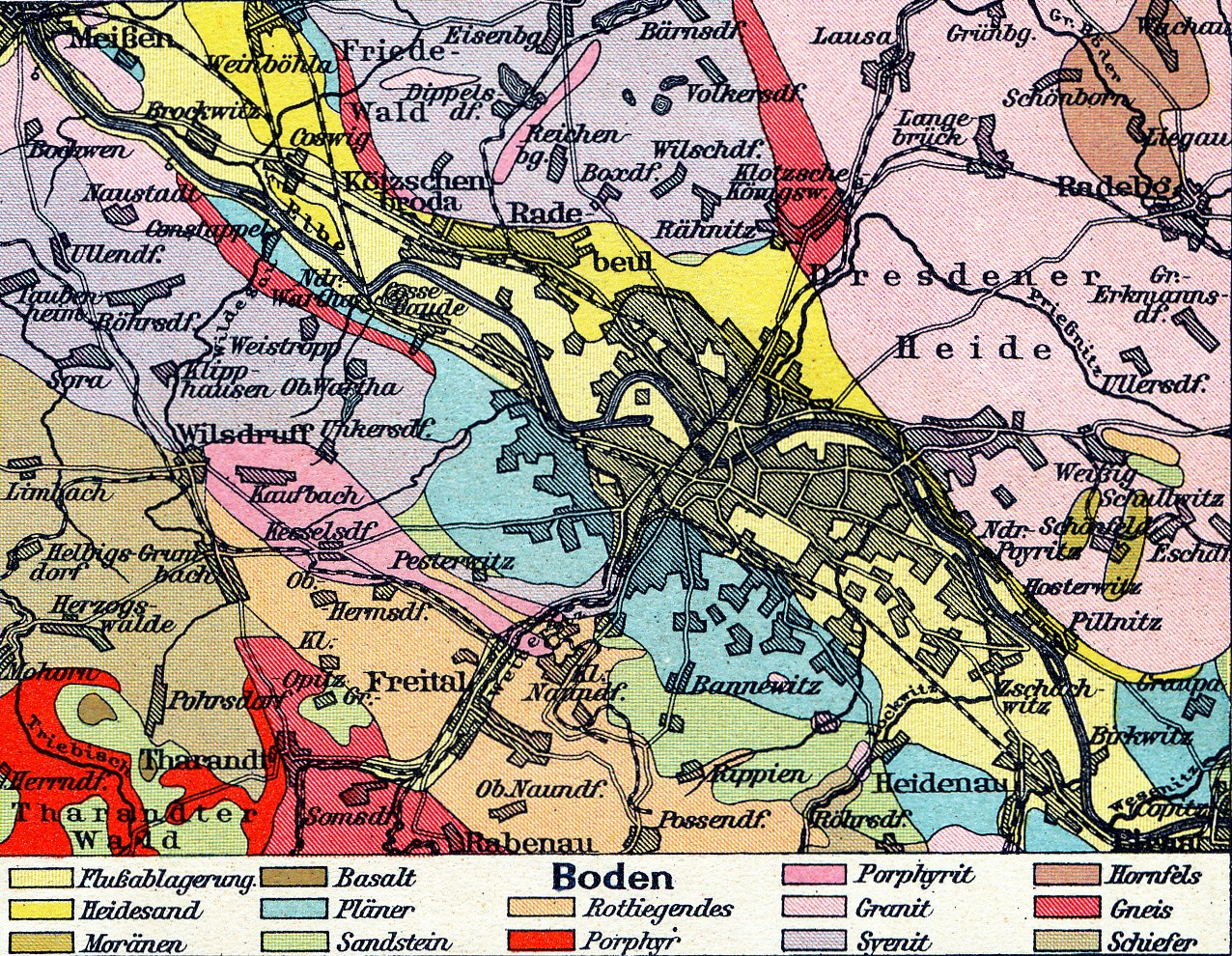
Vereinfachte geologische Karte von Dresden und Umgebung ca. 1930

Den überwiegenden Anteil der oberflächennah anstehenden Gesteine im Stadtgebiet von Dresden prägen glazigene Ablagerungen pleistozänen Alters. Im Elbtal dominieren fluviatile Ablagerungen, während im Bereich des südlichen Talhanges meist äolische Sedimente in Form von Löss und Lösslehm vorkommen. Im Süden und Südwesten werden diese Sedimente von Aufragungen des Grund- und Übergangsstockwerkes durchbrochen. Hierbei handelt es sich um eine vielfältige Abfolge von Gesteinen unterschiedlicher Ausbildungen und verschiedenen Alters, beispielsweise kreidezeitlichen Pläner, permische (rotliegende) Sedimentite und Vulkanite sowie variszische Intrusiva. In den morphologisch höher gelegenen nördlichen Stadtteilen stehen außerdem proterozoische Granitoide oberflächennah an.
Das dominierende tektonische Element ist die Lausitzer Störung (auch Lausitzer Überschiebung). Sie verläuft etwa parallel zur Elbe und prägt das Landschaftsbild von Dresden in typischer Weise.

## Geographie, Morphologie und Topographie
Morphologisch wird der Betrachtungsraum durch das breite Elbtal sowie die nördlich und südlich anschließenden Talhänge, Hochflächen und Höhenzüge charakterisiert.

## Regionalgeologisch-strukturelle Charakterisierung

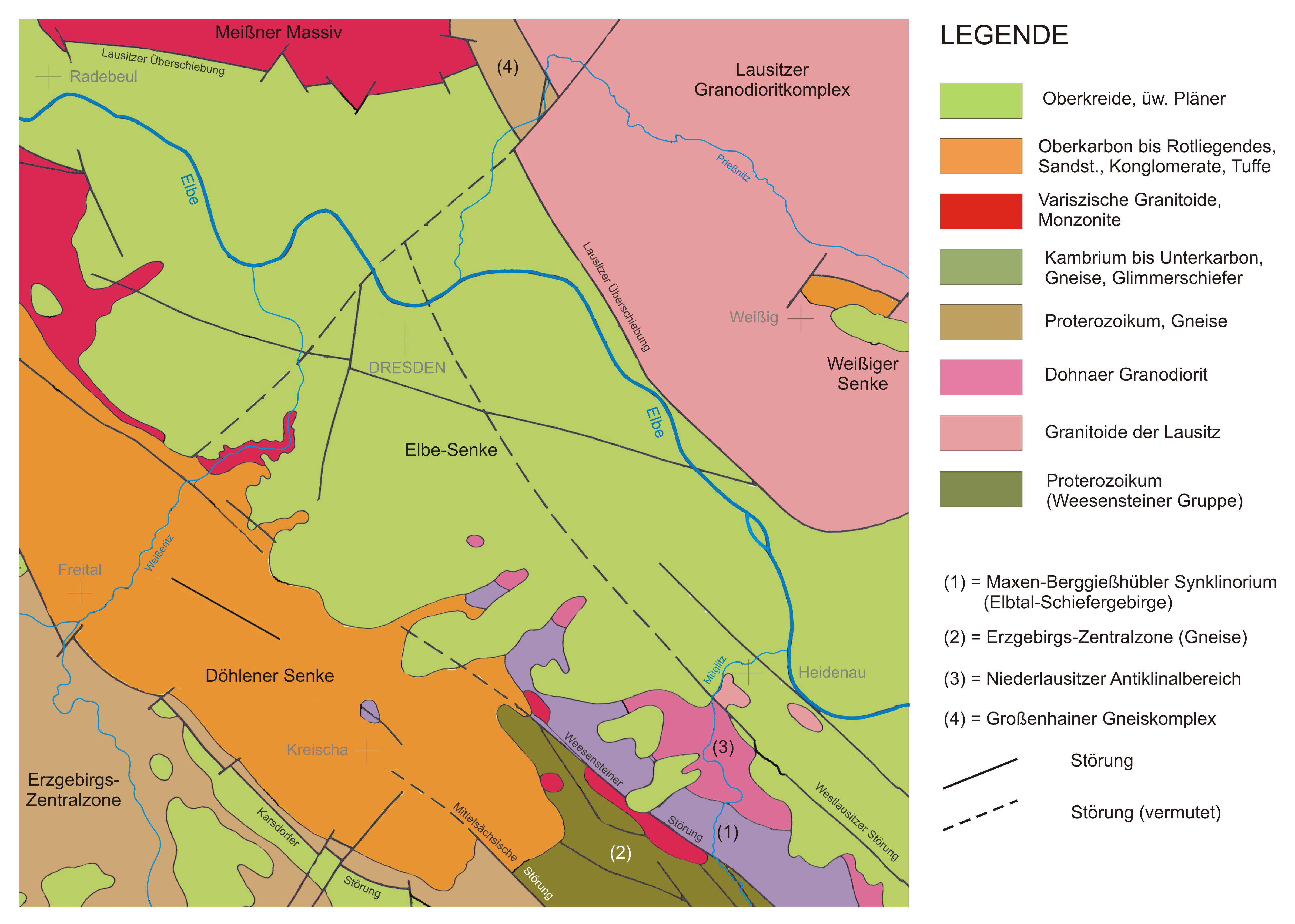
Vereinfachte geologische Karte von Dresden und Umgebung ohne Känozoikum

Die kristalline Basis gehört großräumig zum Saxothuringikum am Nordrand des Moldanubikums (Böhmisches Massiv) und ist ein Teil der west- und mitteleuropäischen Varisziden. Regionalgeologisch befindet sich der wesentliche Teil des Stadtgebietes im Teilbereich der Elbezone. Die Elbezone ist ein markantes, nordwest-südost verlaufendes und von Überschiebungen beziehungsweise Verwerfungen geprägtes geologisches Strukturelement innerhalb der Varisziden. Die geologische Entwicklung der Elbezone resultiert aus einer gegenläufigen tektonischen Bewegung des Lausitzer Antiklinoriums und des Erzgebirgs-Antiklinoriums im Oberkarbon. Im Betrachtungsraum wird sie im Nordwesten durch das Meißner Massiv, im Nordosten durch den Lausitzer Granodioritkomplex und im Südosten durch die marinen Sedimente der Sächsisch-Böhmischen Kreidesenke begrenzt. Die ältesten Baueinheiten der Elbezone sind neoproterozoische Grauwacken und cadomische Granodiorite. Die Plutonite des markanten Meißner Massiv sind am Ende der variszischen Gebirgsbildung in die neoproterozoischen und altpaläozoischen Gesteinsfolgen intrudiert und wurden noch von den abklingenden tektonischen Bewegungen erfasst. Der darauf aufliegende Vulkanitkomplex von Meißen-Priestewitz ist das Resultat von nachfolgendem eruptivem und effusivem Vulkanismus.
Zusammengefasst befindet sich das Dresdner Stadtgebiet im Bereich folgender Struktureinheiten bzw. grenzt an diese an:
- Der Lausitzer Granodioritkomplex im Norden und Nordosten (Teilbereich der Lausitzer Antiklinalzone)
- Das Elbtal-Schiefergebirge im Südosten
- Die östlichen Ausläufer der Erzgebirgs-Zentralzone im Süden und Südwesten (Teilbereich der Fichtelgebirgisch-Erzgebirgischen Antiklinalzone)
- Die Döhlen-Senke im Südwesten und Westen
- Das Meißner Massiv im Norden und Nordwesten

Erwähnenswert sind außerdem weitere kleinräumige, inselartige Strukturen. An der nordöstlichen Stadtgrenze befindet sich innerhalb des Lausitzer Granodioritkomplexes die Senke von Weißig. Hierbei handelt es sich um einen lokal begrenzten Deckenrest, der aus rotliegenden Sedimentit-Vulkanit-Wechselfolgen und kreidezeitlichen Sedimentiten gebildet wird. Eine weitere lokale Struktur ist die Briesnitz-Senke im Nordwesten des Stadtgebietes. Die rotliegenden Schichtfolgen der Briesnitz-Senke stehen jedoch nicht oberflächennah an und sind aus Bohrungen und untertägigen Aufschlüssen bekannt.

## Geologische, tektonische und morphologische Entwicklung
Die geologische Entwicklung des außeralpinen Mitteleuropas wurde im Anschluss an die variszische Orogenese seit dem frühen Perm von einer allgemeinen Dehnungstektonik bestimmt. Diese war ursächlich an das Auseinanderbrechen des Großkontinents Pangäa gebunden und wurde in Mitteleuropa maßgeblich von den Öffnungsbewegungen der westlichen Thetys und später auch des Zentral- und Nordatlantiks beeinflusst. Ebenso wirkte sich die alpidische Gebirgsbildung in Südeuropa und im Alpenraum wesentlich auf die tektonische Entwicklung in Mitteleuropa aus: nunmehr stagnierte die allgemeine Krustendehnung und wurde von Kompressions- und Scherbewegungen abgelöst. In Folge dieser Vorgänge entstandene tektonische Störungen begannen sich jedoch erst seit der Kreide auf das Landschaftsbild im heutigen Raum Dresden auszuwirken. In der Oberkreide führten Senkungsprozesse zwischen der Lausitzer und Mittelsächsischen Störung zu einer grabenartigen Absenkung im Betrachtungsraum. Bei einem gleichzeitigen allgemeinen Anstieg des Meeresspiegels drang von Südwesten ein Arm des Kreidemeeres in diese Senkungsstruktur ein. Hierbei kam es östlich zur Akkumulation von Sedimenten sandiger Fazies, die heute für das Elbsandsteingebirge typisch sind. Mit der Entfernungszunahme zur Küste wurde weiter westlich eine tonig-mergelige Fazies, der sogenannte „Pläner“, zwischen Pirna und Meißen sedimentiert. Im heutigen Stadtgebiet von Dresden durchbricht der Pläner vor allem im südlichen und südöstlichen Stadtgebiet die quartäre Bedeckung und steht als kalkhaltiger Mergelstein oberflächennah an. Nach Abschluss der kreidezeitlichen Sedimentation beginnt am Ende der Oberkreide (verursacht durch die Öffnung des Nordatlantiks) entlang der Lausitzer Störung die heutige Entwicklung des Elbtales. Das Andauern der tektonischen Bewegungen im Tertiär und besonders im Pleistozän führten zu weiteren Absenkungen und ermöglichten dem elsterkaltzeitlichen Inlandeis ein Vordringen nach Südosten. In der Holstein-Warmzeit kam es mit einer Absenkung des Elbtales zu weiteren erosiven und denudativen Formungsprozessen. Die rechtselbischen (nordöstlichen) Talsteilhänge wurden stark zerschnitten und bildeten steilwandige Kerbtäler (sogenannte „Gründe“) zwischen den Stadtteilen Wachwitz und Pillnitz. Linkselbisch (südwestlich) wurden durch die rückschreitende Erosion die osterzgebirgischen Flüsse in diese Prozesse einbezogen und im Unterlauf nahezu rechtwinklig zum Elbtal abgelenkt.

## Tektonische Elemente

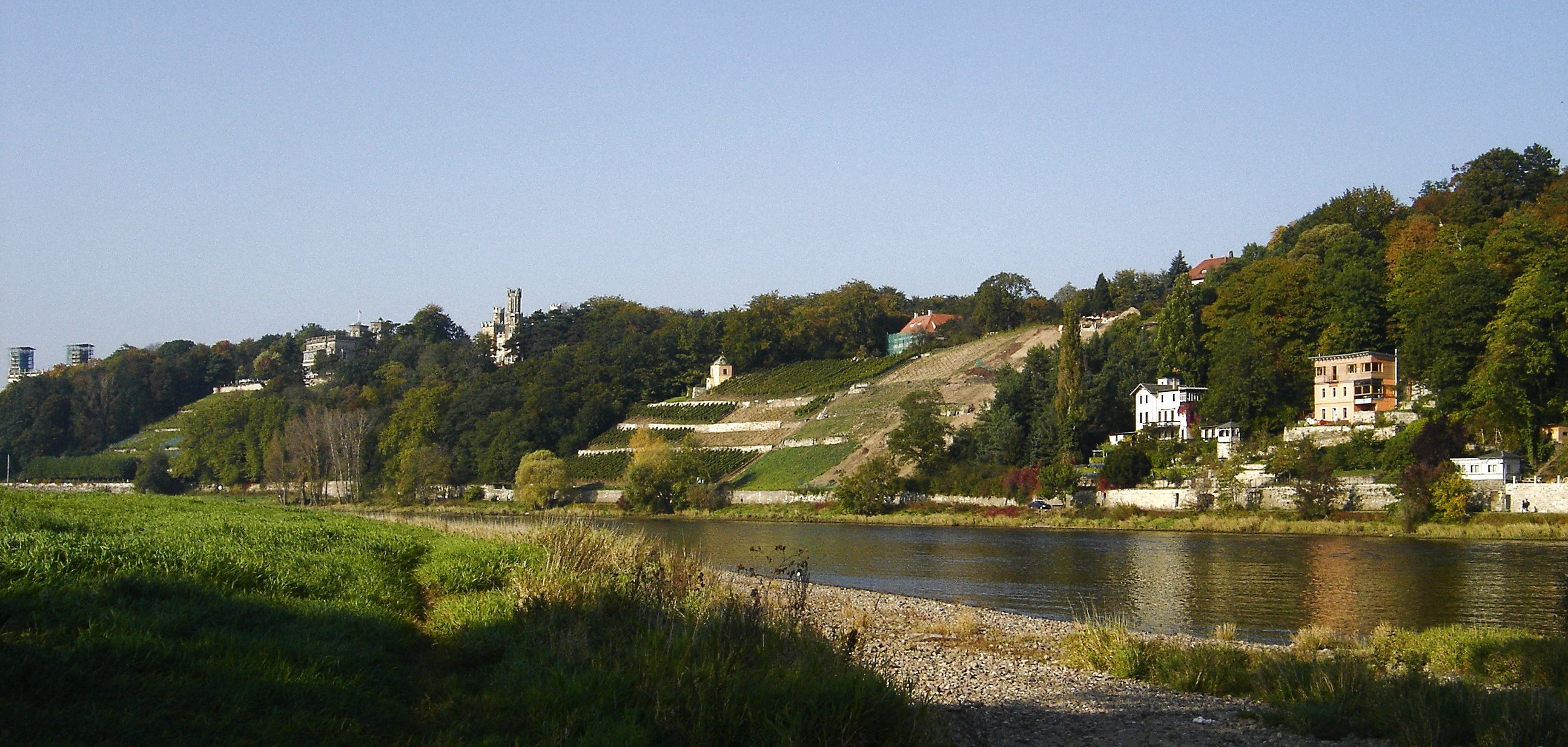
Die Elbhänge markieren den Verlauf der Lausitzer Überschiebung (im Bild: Dinglingers Weinberg)

Die Stadtlandschaft prägenden tektonischen Strukturelemente sind die Lausitzer Störung (auch Lausitzer Überschiebung) und die Westlausitzer Störung. Beide Strukturelemente weisen eine nordwest–südöstliche (= herzyne) Streichrichtung auf und stellen die nordöstliche Begrenzung der Elbezone zum Lausitzer Massiv dar. Die von der Lausitzer Überschiebung ausgehende und bis in die Gegenwart nachweisbare Bewegung bewirkt, dass sich die älteren Granodiorite des Lausitzer Massivs auf morphologisch höherem Niveau befinden als die jüngeren kreidezeitlichen Bildungen. Parallel zur Lausitzer Überschiebung verlaufen südwestlich die Weesensteiner Störung, die Mittelsächsische Störung und die Karsdorfer Störung. Insbesondere die Mittelsächsische Störung kann als die südwestliche Begrenzung der Elbezone im Betrachtungsraum angesehen werden. Sie trennt das Erzgebirgskristallin vom niedriggradiger metamorphen Fundament der Elbe-Zone und versetzt dieses als rechtslaterale Seitenverschiebung um 80 bis 90 Kilometer nach Südosten. Einige rechtwinklig zum Hauptstreichen verlaufende Querstörungen versetzen die Schichtfolgen im Dekameterbereich jeweils nach Nordost und Südwest sowie in der Vertikalen.

## Stockwerksgliederung, Stratigrafie und Petrografie

### Überblick
Die stratigrafische Abfolge des geologischen Untergrundes des Stadtgebietes von Dresden kann in deutlich abgrenzbare Stockwerks-Einheiten erfolgen. Die Basis bilden gefaltete und unterschiedlich metamorph beanspruchte sowie stark von Plutoniten und Anatexiten durchsetzte Gesteinsserien des Präkambriums und des Paläozoikums. Darüber folgen (insbesondere im Bereich der Döhlener Senke) Molasse-Sedimente des Übergangsstockwerkes mit zwischengeschalteten Tuffen und Rhyoliten des jüngeren Paläozoikums. Der größere Teil des Grundgebirgsstockwerkes und ein Teil des Übergangsstockwerkes werden überwiegend konkordant durch das Deckgebirge überlagert, welches im Liegenden aus mäßig verfestigten Sedimenten der (Ober-)Kreide besteht. Den Abschluss des geologischen Normalprofiles bilden pleistozäne bis holozäne Ablagerungen, die den größten Teil des zentralen Stadtgebietes bedecken.

### Grundgebirgsstockwerk
Das Grundgebirge durchragt die pleistozänen Ablagerungen des Deckgebirgsstockwerkes nur im südlichen und nordöstlichen Teil des Stadtgebietes. Im Nordosten handelt es sich um neoproterozoische Granodiorite (Metatexite und Anatexite) des Lausitzer Granodioritkomplexes. Im Liegenden der Sedimentite des Elbtals wird diese Einheit durch die Westlausitzer Störung begrenzt. Südwestlich dieses Strukturelementes bilden Grauwacken der neoproterozoischen Weesensteiner Gruppe und der cadomische Dohnaer Granodiorit und altpaläozoische Serien des Elbesynklinoriums gemeinsam mit Monzonit-Intrusionen des variszischen Meißner Massivs den Untergrund. Dieser steht im Weißeritztal (Monzonit) und am Gamighübel (Dohnaer Granodiorit) oberflächig an.

### Übergangsstockwerk
Das Übergangsstockwerk (auch: Molassestockwerk) der Döhlener Senke kommt lediglich im äußersten südwestlichen Teil des Stadtgebietes vor. Die Sedimentationsfolge reicht vom Oberkarbon bis in das Oberrotliegende. Petrografisch handelt es sich um klastische Sedimente (Schluff- und Sandsteine, Konglomerate und Arkosen). Darin eingeschaltet sind Pyroklastika, meist Tuffe und Rhyolite. In tieferen Bereichen der Abfolge kommen außerdem uranführende Steinkohlen vor.

### Deckgebirgsstockwerk
Der mesozoische Teil des Deckgebirgsstockwerkes besteht aus Oberkreide-Ablagerungen der Elbe-Senke. Im Südwesten streichen die transgressiv auf dem Übergangs- bzw. dem Grundgebirgsstockwerk auflagernden cenomanen Sandsteine aus. Im Nordosten werden sie vom Pläner des Turon bis Coniac überlagert. Die Lausitzer Überschiebung begrenzt im Nordosten die Verbreitung der kreidezeitlichen Sedimentite.
Der überwiegende Teil des Stadtgebietes wird von quartären Lockergesteinen bedeckt, deren Mächtigkeit zwischen wenigen Metern in den Randlagen und ca. 25 m in Elbnähe variiert. In der Dresdner Heide treten seitlich des Prießnitztales sogar Mächtigkeiten von 70 m auf. Mit der Heraushebung der sächsischen Mittelgebirge im Tertiär bildeten sich die Flussläufe der Elbe und ihrer Nebenflüsse. Durch klimatisch bedingte Erosion und Akkumulation entstanden im Unter- und Mittelpleistozän verschiedene Terrassenniveaus. Im Mittelpleistozän wurde das heutige Stadtgebiet von beiden Eisvorstößen der Elster-Kaltzeit überfahren und im Nordwesten wahrscheinlich auch vom Eis des älteren Saale-Stadiums erreicht. Die Elbe fließt erst seit dem späteren Unterpleistozän durch das Stadtgebiet. Dabei benutzte sie aber bis in das frühe Elster-2-Stadium ein Tal, das heute von jüngeren Sedimenten erfüllt ist. Der heutige Elbeverlauf erfolgte erst im 2. Elster-Eisvorstoß. Dadurch wurde das alte Tal verschüttet und das heutige Tal exarativ und erosiv ausgeräumt. Die Sedimente der Elbtalweitung werden dadurch von Elster-2-zeitlichen bis holozänen Ablagerungen der Elbe und ihrer Nebenflüsse dominiert. Im südlichen Teil des Stadtgebietes treten Grundmoränen und Schmelzwasserbildungen vor allem des Elster-2-Stadiums auf. Daneben kam es zu periglazialen Ablagerungen der Weichsel-Eiszeit in Form von Löss und Lösslehm. Nordöstlich treten vor allem durch saalekaltzeitliche Schmelzwässer abgelagerte Sande (sog. „Heidesand“) auf. In der Weichsel-Kaltzeit entwickelten sich daraus die landschaftsprägenden Dünen der Dresdner Heide.

## Böden

### Bodenentwicklung
Während des Pleistozäns überformten die vorstoßenden und sich zurückziehenden Gletscher die Topografie im Betrachtungsraum. Diese periglazialen Prozesse wirkten aber auch weiter bis in das Mittelgebirgsvorland hinein. Dabei blieben nahezu flächendeckend sandige, lehmige oder mergelige glazigene, glazifluviatile und/oder fluviatile Sedimente zurück. Das im Mittelgebirgsraum erodierte Material wurde in sogenannten „Schotterfluren“ sedimentiert. Die zunächst im Sedimentationsspektrum mit abgelagerten feineren Kornfraktionen (Ton, Schluff, Feinsand) wurden durch Winderosion überwiegend ausgeblasen und kamen im u. a. Südteil des Stadtgebietes wieder zur Ablagerung. Während des Sedimentationsprozesses erfolgte eine windgeschwindigkeitsabhängige Fraktionierung. Die so entstandenen Lockermassen unterlagen gravitativen Ausgleichsprozessen. In sommerlichen Tauphasen gerieten die wasserübergesättigten Schichten auf gefrorenem Untergrund ins Rutschen bzw. Fließen. Eine intensive Vermischung der vorhandenen Lockergesteine war die Folge.
Die jüngsten Substrate finden sich in der Elbaue und den Auen ihrer Nebenflüsse. Dort überdecken wechselnd humose Schichtpakete pleistozäne Kiese, die zum Teil im Holozän umgelagert wurden und deren Entstehung auf Überflutungsereignisse zurückzuführen ist. Überdurchschnittliche Mächtigkeitszunahme erhielten die Auesedimente während der hochmittelalterlichen Rodungsphasen im südlich angrenzenden Mittelgebirgsraum. Im Verlauf dieser Perioden kam es zu intensiven Erosionsprozessen auf den überwiegend ungeschützten, vegetationsarmen Waldböden. Der daraus resultierende Bodenabtrag wurde in den Auen der breiten Täler sedimentiert.
Es kann konstatiert werden, dass der überwiegende Teil des heute vorliegenden Bodensubstrates erst nach dem Höhepunkt der Weichselkaltzeit entstanden ist. Bedeutung für das Bodeninventar im Betrachtungsraum besitzen also altpleistozäne bis frühholozäne Deckschichten, die unter glazialen bzw. periglazialen Verhältnissen entstanden. Ihre regionalen Ausbildungen bestimmen grundlegend das Spektrum der Bodengesellschaften im Stadtgebiet und angrenzenden Bereichen, die sich im weiteren Verlauf des Holozäns unter relativ konstanten äußeren Bedingungen entwickelten.
Das ursprünglich sehr differenzierte Bodeninventar ist durch die seit dem Neolithikum andauernde Siedlungstätigkeit, verbunden mit einer in jüngerer Zeit zunehmenden Flächeninanspruchnahme und Intensivierung der Bodennutzung, großflächig anthropogen überprägt.

### Bodenkundliche Verhältnisse
Abhängig von bodenbildenden Faktoren und lokaler Substratentwicklung ist die einzelne Bodenform meist nur sehr kleinräumig ausgebildet. Charakteristische Bodenvergesellschaftungen lassen sich dagegen als Bodenformengesellschaften und Leitbodengesellschaften großflächig aushalten. Die Abgrenzung erfolgt überwiegend nach lithogenetischen Merkmalen. In der Nomenklatur der Bodenforschung wird zwischen Bodenregionen (BR), Bodengroßlandschaften (BGL) und Bodenlandschaft (BL) unterschieden. Das Stadtgebiet befindet sich im Bereich der Bodengroßlandschaft (BGL) der „Lösslandschaften des Berglandes“.
Je nach geografischer Lage können nachfolgende Bodenlandschaften (BL) unterteilt werden.
- Zentraler Bereich: Dresdner Elbtalweitung
- Nördliche und nordöstliche Höhenzüge: Lausitzer Lösshügelland
- Südliche Hänge und Plateaus: östliche Fortsetzung des Mittelsächsischen Lössgebietes
- Östlicher Bereich: Ostteil des Mulde-Lösshügellandes

Die nachfolgende Tabelle vermittelt einen stark verallgemeinerten Überblick über die innerhalb der o. g. Bodenlandschaften auftretenden Leitbodengesellschaften und Bodenformen.
| Bodenlandschaft             | Leitbodengesellschaft                                                                   | Bodenform |
| Elbtalweitung               | Von rezenter Auendynamik erfasster Bereich                                              | - Vega aus Auenschluff/-sand - Gley-Vega aus Auenschluff über Fluvikiessand                                                                |
| Elbtalweitung               | Von aktueller Auendynamik nicht (mehr) erfasster Bereich auf Niederterrassen-Sedimenten | - Vega-Auenlehm und -sand - Haftnässe-Pseudogley - Gley-Pseudogley aus Auenlehm über Fluvikiessand - Braunerden, Baunerdegleye auf Auesand |
| Lausitzer Lösshügelland     | skelettreiche, durch Verwitterung der Basisgesteine entstandene Substrate               | - Braunerden - Podsol-Braunerden - Gley |
| Lausitzer Lösshügelland     | Lössfreie, basenarme sandige Böden („Heidesandgebiet“)                                  | - Braunerden - Podsol-Braunerden - Pseudogley                                                                                              |
| Südliche Hänge und Plateaus | Böden aus Löss und Lössderivaten                                                        | - Parabraunerden - Pseudogley-Parabraunerden                                                                                               |
| Östlicher Bereich           | meist pseudovergleyte Böden aus Löss und Lössderivaten                                  | - Braunerden - Parabraunerde |

## Hydrogeologie
.

### Meso- und känozoische Einheit

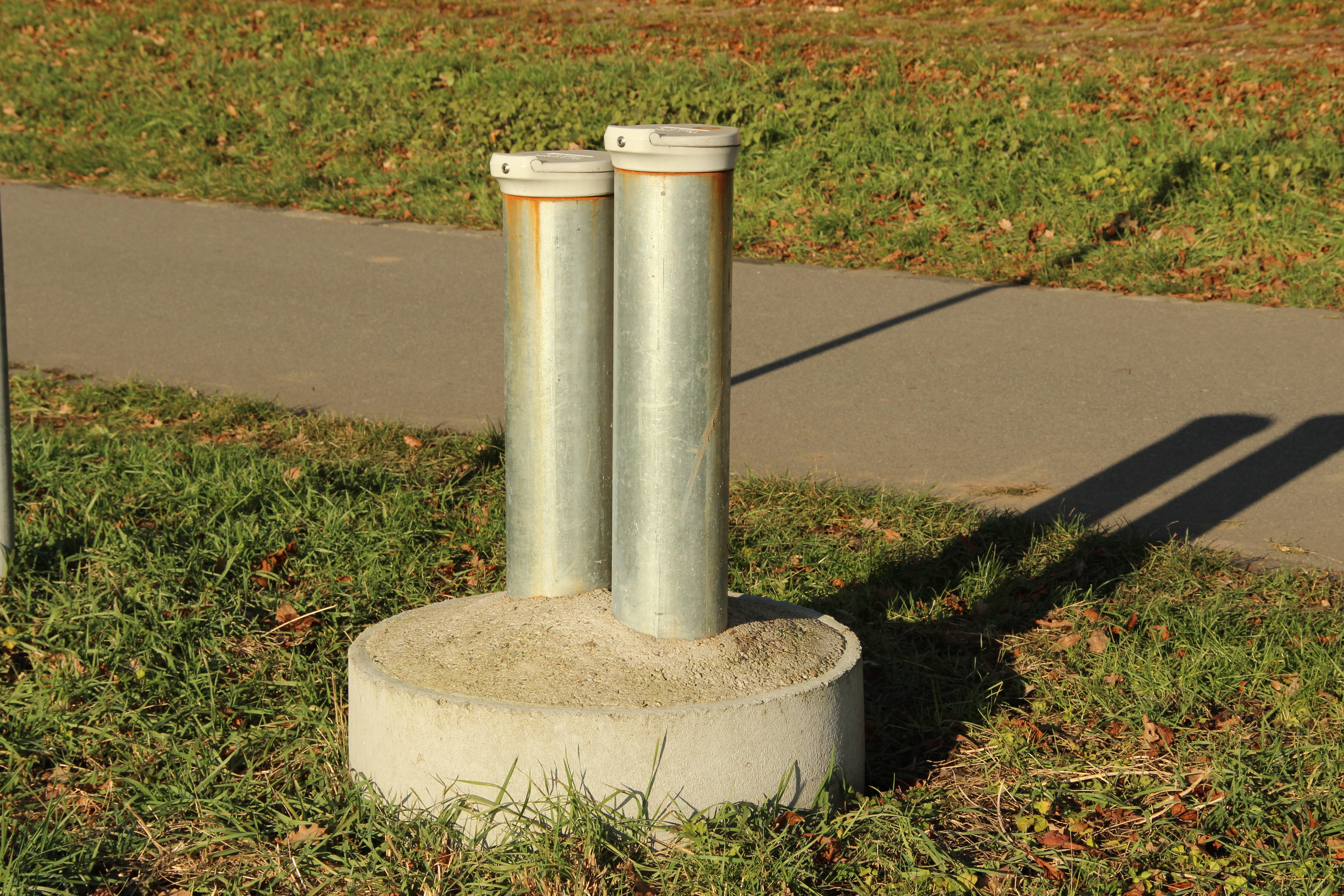
Grundwasser-Doppelmessstelle am Neustädter Elbufer, etwa in Höhe des Wasserwerkes Saloppe

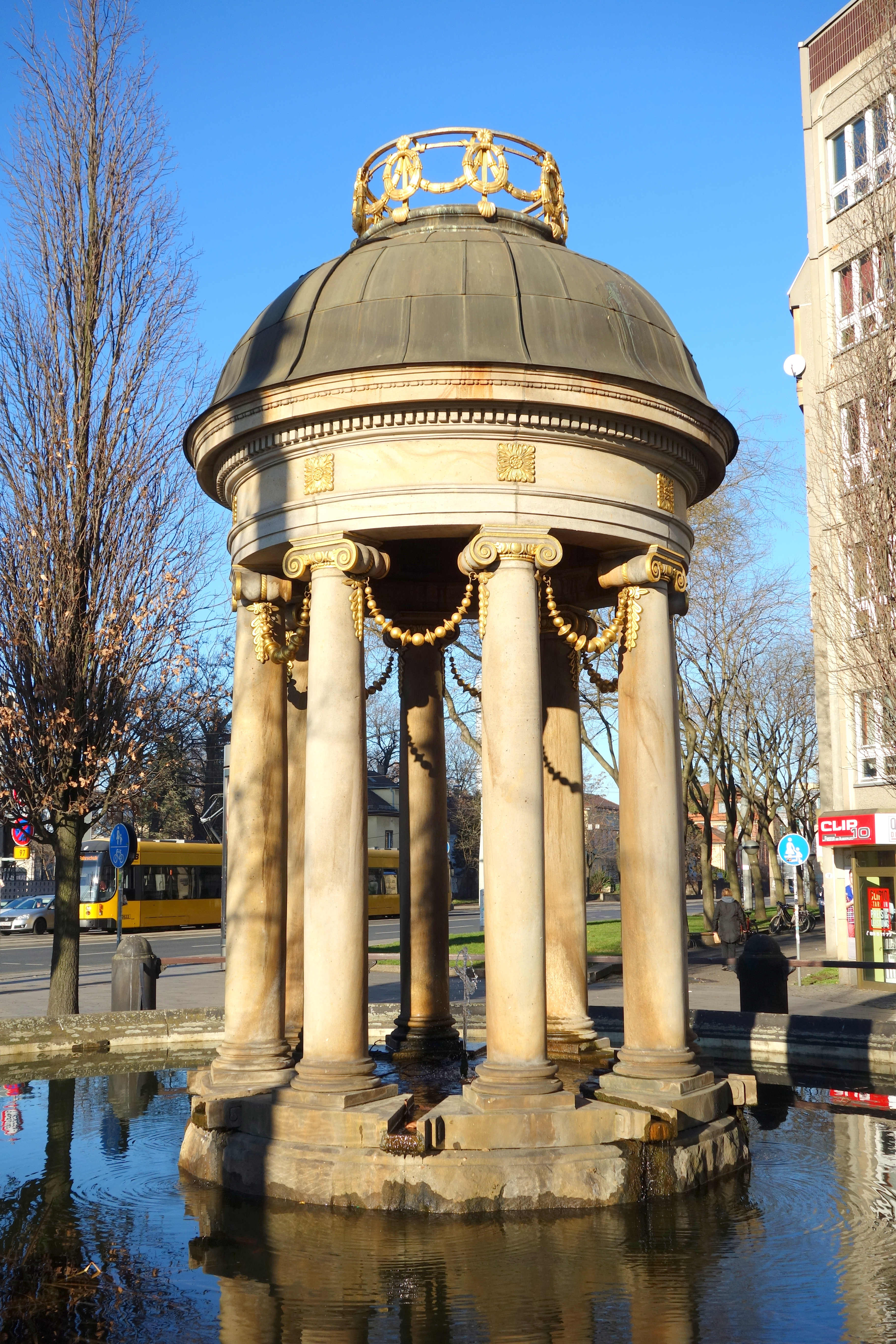
Der Artesische Brunnen am Albertplatz

Im Stadtgebiet von Dresden lassen sich zwei hydraulisch voneinander getrennte grundwasserführende Horizonte (auch: Grundwasserstockwerke) unterscheiden. Der untere (liegende) Horizont wird durch rotliegende und kreidezeitliche Sedimente, den sogenannten „kretazischen Komplex“, gebildet. Diese Einheit erreicht im nördlichen Ausstrichbereich an der Grenze zur Lausitzer Überschiebung Mächtigkeiten von über 400 m. Im Stadtzentrum beträgt die Sedimentmächtigkeit 150 bis 200 m. Der Teufenaufschluss für die Grundwassergewinnung beschränkt sich jedoch auf die oberen 40 bis 100 m. Das Grundwasser kommt in den fein- und mittelkörnigen Sandsteinen artesisch gespannt vor.
Erwähnenswert ist eine 1837 im Stadtteil Dresden-Neustadt (am Albertplatz) geteufte Bohrung, bei der die Kreidebasis bei 240 m erreicht und artesisches Wasser mit einer Anfangsschüttung von 8,5 l/s erschlossen wurde.
Zur Grundwasserdynamik liegen nur geringe Erkenntnisse vor. Es ist zu vermuten, dass das Grundwasser generell von Süden (Neubildungsgebiet) nach Norden fließt und an der Lausitzer Überschiebung in das hangende Quartär entlastet.
Eine Trinkwasserförderung erfolgt aus dem liegenden Grundwasserleiter zurzeit nicht. Auf Grund der Geschütztheit wird dieses Grundwasser als strategische Reserve vorgehalten.

### Quartäre Einheit
Der obere (hangende) Grundwasserhorizont wird aus pleistozänen Sanden und Kiesen aufgebaut und ist im Wesentlichen nur im unmittelbaren Elbtal ausgebildet. Teilweise sind die durchlässigen Schichten von gering durchlässigen Auelehmen bedeckt. Der Hauptgrundwasserleiter wird im Norden durch die Lausitzer Überschiebung und im Süden durch die Hochlagen des kreidezeitlichen Plänermergels begrenzt. Die generelle Grundwasserfließrichtung ist zum Hauptvorfluter, also zur Elbe, gerichtet.
Bei Hochwasserführung der Elbe kann eine Umkehrung der Grundwasserfließrichtung eintreten, so dass Flusswasser in den Untergrund einströmt. Ebenso können anthropogene Eingriffe in den Untergrund, beispielsweise durch bauzeitliche Wasserhaltungen und Grundwassergewinnung, zu Veränderungen im natürlichen Grundwasser-Fließregime führen.
Grundwasser wird in Dresden aus zahlreichen Einzelbrunnen und Brunnengalerien zur Versorgung mit Trink- und Brauchwasser gewonnen. Die Tagesfördermenge beträgt zurzeit ca. 22.000 m³.
Die Grundwasserspiegellage wird im Stadtgebiet mit zahlreichen automatischen Messstellen überwacht.

## Ingenieurgeologie

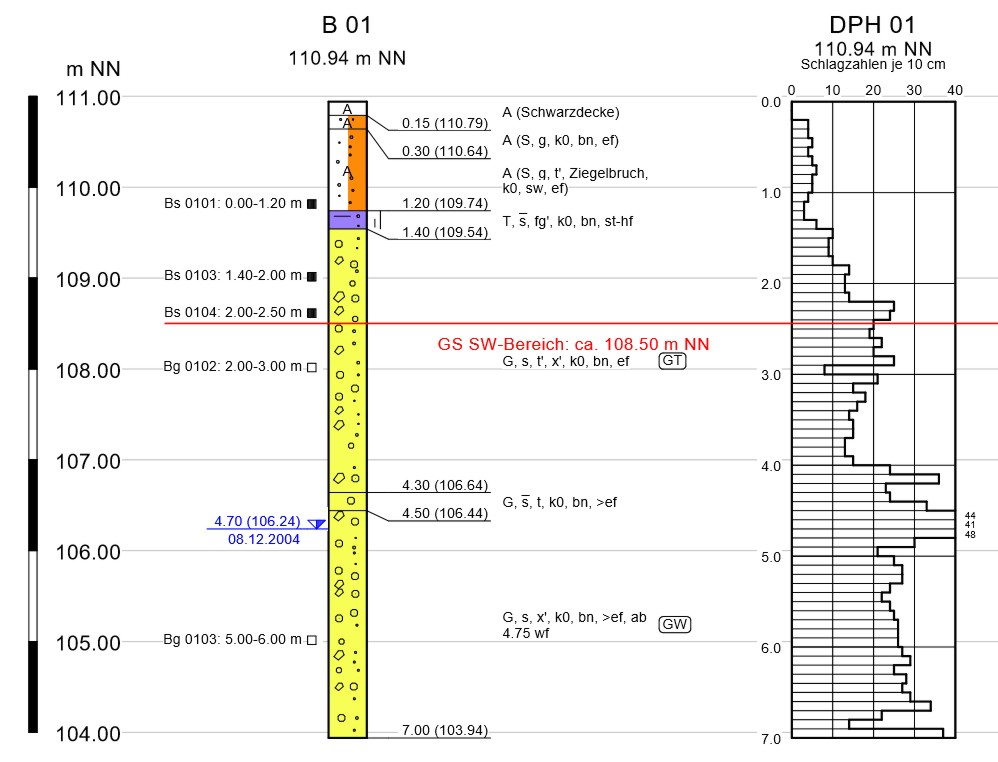
Typisches Baugrundprofil aus einer Rammkern- und einer Schweren Rammsondierung aus dem Innenstadtbereich (Friedrichstadt)

### Überblick
HINWEIS: Die nachfolgenden Aussagen zu den ingenieurgeologischen Verhältnissen im Stadtgebiet von Dresden haben lediglich informativen und allgemeingültigen Charakter. Sie ersetzen kein Baugrund- und/oder geotechnisches Gutachten für einen etwaigen Baustandort.
Bei der nachfolgenden ingenieurgeologischen Beschreibung der im Betrachtungsraum vorkommenden geologischen Einheiten wird zwischen Locker- und Festgesteinen unterschieden, die sich jeweils zu Gruppen mit ähnlichen bautechnischen Eigenschaften zusammenfassen lassen. Das Einteilungskriterium für Festgesteine ist die Verwitterungsbeständigkeit, während bei den Lockergesteinen eine Klassifizierung in Gruppen ähnlicher Korngrößenzusammensetzung nach DIN 18196 erfolgt.

### Festgesteine

#### Verwitterungsbeständige Gesteinsarten
Die im Stadtgebiet vorkommenden und im üblichen baupraktischen Tiefenbereich anstehenden Zweiglimmer- und Biotitgranodiorite, Monzonite, Andesite und Grauwacken des Grundgebirgsstockwerkes weisen eine hohe Gebirgsfestigkeit auf. In ihren Verbreitungsräumen bilden sie in Tälern daher steile Hänge aus. Für Gründungen sind diese Gesteine frostsicher und auch für große Lasteintragungen geeignet. Zu berücksichtigen ist eine meist starke Durchtrennung auf Schieferungsflächen und Klüften, wodurch besonders in Frost-Tau-Wechselphasen Felsstürze und Geländebrüche im Bereich von Steilhängen vorkommen können. Die genannten Gesteinsarten sind in ihrer Verwitterungszone mäßig und im unverwitterten Zustand schwer lösbar (Bodenklasse 6 – 7).

#### Gering verwitterungsbeständige Gesteinsarten
Dieser Gruppe sind beispielsweise Tuffe, Tuffite und Schiefertone des Übergangsstockwerkes sowie Mergel-, Ton- und Schluffsteine des Übergangsstockwerkes zuzuordnen. Es handelt sich um frostveränderliche Gesteine, die in unverwittertem Zustand eine mittlere Festigkeit aufweisen und die bei zunehmendem Verwitterungsgrad stark abnimmt. Die Mergel-, Ton- und Schluffsteine verwittern infolge Porosität und Wasseraufnahmevermögen zu steifem bis halbfestem Ton. Die Verwitterungstiefe kann über 5 m betragen. Auf Grund ihres Trennflächengefüges und der Materialeigenschaften können in diese Gesteinsarten nur mittlere Lasteintragungen erfolgen. Höhere Bauwerkslasten müssen über konstruktive Maßnahmen, also geeignete Gründungsarten und eine angemessene Fundamentdimensionierung kompensiert werden.

### Lockergesteine

#### Organische Böden
Organische Böden treten innerhalb von Aue- und Tallehm im Bereich von verlandeten Altwasserläufen auf. Wegen ihrer starken Frostempfindlichkeit und praktisch nicht vorhandenen Tragfähigkeit sind diese Böden als Baugrund ungeeignet und müssen gegen tragfähiges Material ausgetauscht werden.

#### Feinkörnige Böden
Diese Bodenarten werden bezüglich ihrer Entstehung in zwei weitere Untergruppen unterteilt: in fluviatile und äolische Bildungen. Zu erstgenannter Kategorie zählen Aue- und Tallehme, die in Form von tonigem, sandigem bis stark sandigem Schluff mit leichter bis mittlerer Plastizität und mit meist weicher bis steifer Konsistenz auftreten. Durch die hohe Zusammendrückbarkeit ist die Tragfähigkeit gering bis mäßig, was bei der Auswahl der Gründungs- und Fundamentkonstruktion berücksichtigt werden muss. Weiterhin ist zu beachten, dass feinkörnige Böden unter der Beeinflussung von Gund- und Oberflächenwasser zu Konsistenzverlust neigen, was die Tragfähigkeit weiter verringert.
In morphologisch höher gelegenen Bereichen des Stadtgebietes treten verstärkt äolische Bildungen in Form von Löss und Lösslehm auf. Reiner Löss kommt oberflächennah selten vor. Er wird in Form von kalkhaltigem, ungeschichtem, leichtplatischem Schluff unterhalb von Lösslehmbedeckungen angetroffen. Die in üblichen baupraktischen Tiefen vorkommenden Lösslehme sind meist mittelplastische tonige Schluffe, die sich bei mindestens steifer Konsistenz bedingt und abhängig vom Lasteintrag als Baugrund eignen.

#### Gemischtkörnige Böden
Gemischtkörnige Böden werden nach dem eigenschaftsbestimmenden Feinkornanteil nach DIN 1054 (Eurocode 7, DIN EN 1997-1) in bindige und nichtbindige Böden unterteilt, was i. d. R. erst im Ergebnis bodenphysikalischer Untersuchungen an Bodenproben stichhaltig erfolgen kann.

##### Glazigene Bildungen
Der im Süden des Stadtgebietes vorkommende Geschiebelehm ist ein schluffig-toniger Sand, der vereinzelt auch Kies und Steine enthält. Sowohl die Zusammensetzung als auch die Konsistenz kann horizontal und vertikal differieren, so dass Setzungsunterschiede beim Eintrag von Bauwerkslasten berücksichtigt werden müssen. Zu beachten ist weiterhin eine lokal begrenzte Wasserführung innerhalb von grobkörnigen Schichteinschlüssen („Linsen“). Allgemein besitzt der Geschiebelehm eine mittlere bis gute Tragfähigkeit. Wegen des hohen Feinkornanteiles ist der Geschiebelehm jedoch verwitterungsempfindlich und neigt bei Wasseraufnahme zu Konsistenzverlust.

##### Autochthone Verwitterungsböden
Verwitterungsprodukte der Festgesteine (Granodiorit des Lausitzer Massivs, Metamorphite der Elbezone) sind oberflächennah und abhängig vom Verwitterungsgrad als Verwitterungslehm ausgebildet (tonig-schluffiger bis stark schluffger Sand). Mit der Tiefe erfolgt ein Übergang zu Verwitterungsschutt (schluffiger, sandiger Kies z. T. mit Steinen). Der obere bindige Verwitterungshorizont besitzt eine mäßige Tragfähigkeit, die unter Wassereinfluss noch weiter abnehmen kann. Der Verwitterungsschutt ist meist gut tragfähig.

##### Solifluidale und periglaziale Ablagerungen
Zu dieser Bodenkategorie gehören Gehänge- und sogenannte „Wanderschuttdecken“. Bezüglich der Korngrößenzusammensetzung sind sie den Verwitterungsbildungen ähnlich. Grobklastische Anteile sind kantengerundet, häufig liegt eine Einregelung im Bereich des Hangfußes vor. Die Schuttdecken sind oft von Hanglehm und Solifluktionslöss überlagert. Hangschutt ist allgemein gut tragfähig, abhängig von der Korngrößenzusammensetzung kann die Verdichtungsfähigkeit eingeschränkt sein. In niederschlagsreichen Perioden kann Verwitterungs- und Hangschutt temporär Schichtwasser führen.

#### Grobkörnige Böden
Die Gruppe der grobkörnigen Böden umfasst fluviatile und glazifluviatile Sande und Kiese sowie äolische Fein- und Mittelsande. Aus diesen verschiedenartigen Genesen ergeben sich unterschiedliche Materialeigenschaften, was eine weitere Unterteilung erfordert. Insgesamt sind grobkörnige Böden frost- und witterungsunempfindlich und gut tragfähig.

##### Fluviatile Sande und Kiese
Bis auf Ausnahmen (enggestufte frühweichselkaltzeitliche Sedimente der Elbe und Prießnitz) zeigen die fluviatilen Sande und Kiese Ähnlichkeiten mit den nichtbindigen gemischtkörnigen Böden. Sie besitzen eine gute bis sehr gute Tragfähigkeit und Verdichtbarkeit.

##### Dünen- und Schmelzwassersande (Heidesand)
Diese Bodenarten sind lithologisch schwer zu unterscheiden. Es handelt sich um enggestufte Mittelsande mit geringen Anteilen an Fein- und Mittelsand mit Feinkornanteilen unter 5 % mit guten Tragfähigkeitseigenschaften. Wegen der Dominanz des mittelsandigen Kornanteils liegt jedoch eine schlechte Verdichtbarkeit vor. Darüber hinaus neigen enggestufte Sande bei dynamischer Anregung zu Kornverlagerung (Ausfließen).

#### Bodenkennwerte für Lockergesteine
Für bodenmechanische Betrachtungen, Fundamentbemessungen u. ä. können die in der nachfolgenden Tabelle aufgeführten Werte überschlägig in Ansatz gebracht werden.
| Bodenart                        | Bodengruppe                        | Bodenklasse (Lösbarkeit) | Wichte cal γ kN/m³ | Wichte u. Auftrieb cal γ´ kN/m³ | Reibungswinkel cal φ´ Grad (°) | Kohäsion cal c´ kN/m² | Durchlässigkeit kf m/s | Frostklasse |
| ------------------------------- | ---------------------------------- | ------------------------ | ------------------ | ------------------------------- | ------------------------------ | --------------------- | ---------------------- | ----------- |
| gemischtkörnige Böden           | SU*, ST*, GU*, GT*, TL             | 3 – 4                    | 20                 | 10                              | 27                             | 1                     | 10−5 – 10−7            | F 2 – F 3   |
| grobkörnige Böden (enggestuft)  | GI, GE, GT, SI, SE, ST, GU, SU     | 3                        | 19                 | 11                              | 31                             | 0                     | 10−3 – 10−5            | F 1         |
| grobkörnige Böden (weitgestuft) | GW, SW, GU, SU                     | 3                        | 19                 | 11                              | 34                             | 0                     | 10−2 – 10−3            | F 1         |
| feinkörnige Böden               | TL, TM, UL, UM, GT*, ST*, SU*, GU* | 4 – 5                    | 20                 | 10                              | 22                             | 10                    | 10−6 – 10−8            | F 3         |

### Altbergbau
Alte Grubenbaue befinden sich im Bereich des südwestlichen Stadtteiles Gittersee und gehören zum östlichen Teil des Bergbaureviers Freital-Burgk. Hier wurde seit dem 16. Jahrhundert aus den Rotliegend-Sedimentiten der Döhlen-Senke Steinkohle gewonnen. Da die Steinkohle uranhaltig war, wurde von 1945 bis 1989 durch die Wismut AG/SDAG Bergbau betrieben. Die Wasserlösung des Reviers erfolgte durch den im 19. Jahrhundert angelegten Tiefen Elbstollen, der die Grubengebäude noch heute entwässert.
Im Altbergbaugebiet muss mit Tagesbrüchen und Senkungen gerechnet werden, welche in die Planung von Bauvorhaben einbezogen werden müssen.

### Erdbebengefährdung
Nach DIN 4149 befindet sich Dresden nicht im Bereich relevanter Erdbebengefährdung. Es wird jedoch darauf hingewiesen, dass abklingende tektonische Bewegungen des Egertalgrabens leichte Beben auslösen, die bis in den Raum Dresden wahrnehmbar sind.

## Rohstoffe und Rohstoffgewinnung

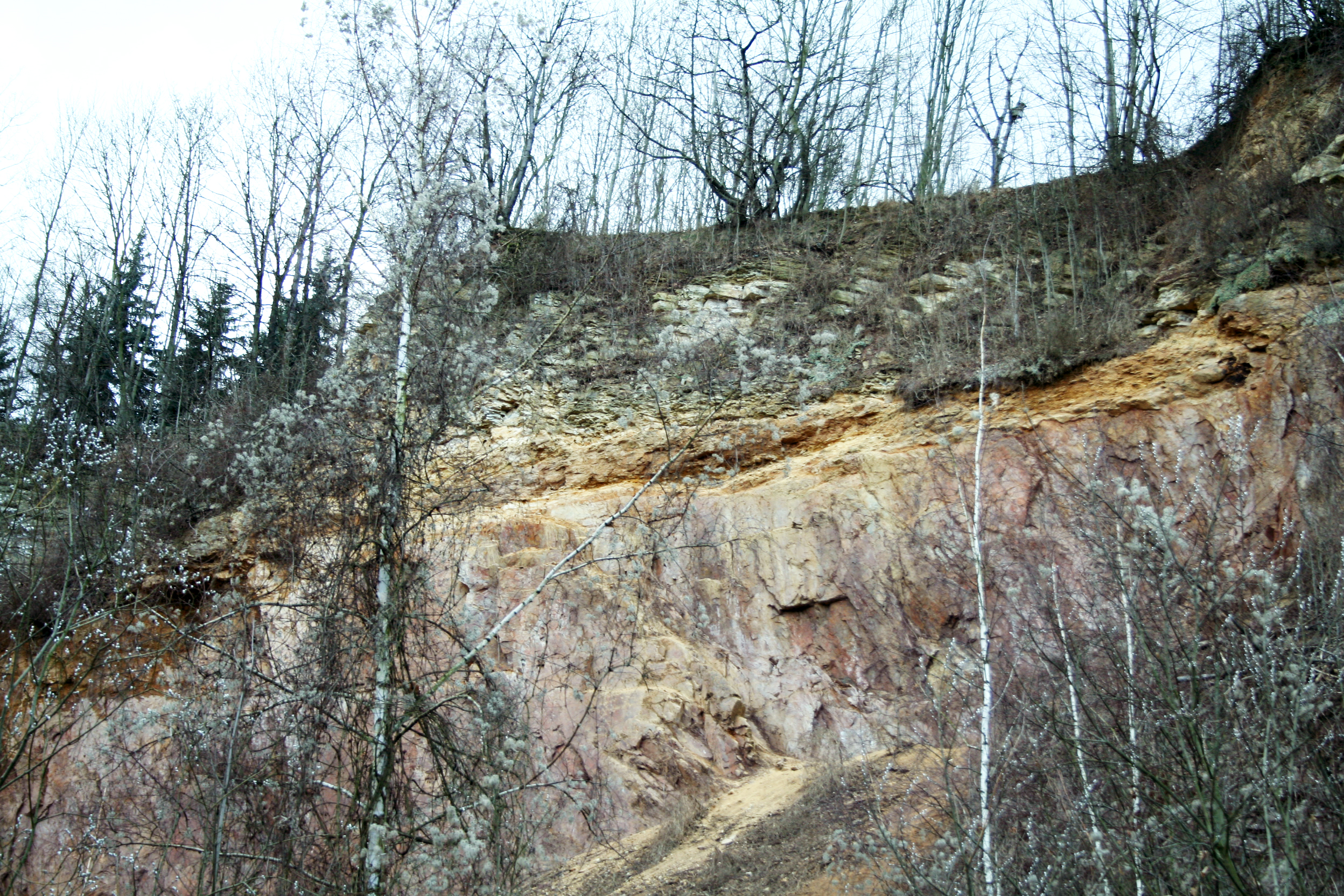
Der ehemalige Ratssteinbruch im Plauenschen Grund (Stadtteil Dölzschen)

Magmatite und sedimentogene Festgesteine sowie quartäre Ablagerungen bilden ein geologisches Rohstoffpotenzial für die Gewinnung von Steinen und Erden. In der Vergangenheit wurden in einer Vielzahl von Sand-, Kies- und Lehmgruben Baustoffe gewonnen. Steinbrüche lieferten vor allem Mauersteine. Hierbei handelt es sich beispielsweise um Sandsteine der Oberhäslicher Schichten, um Pläner und um Kalkstein aus der Basis der Strehlener Schichten. Gegenwärtig werden vor allem die pleistozänen Sande auf den Hellerbergen im nördlichen Stadtgebiet als Baurohstoffe gewonnen.

### Nutzung von Festgestein
Im Südwestteil ist im Bereich der Talhänge des Weißeritztales großflächig der Monzonit des Meißner Massivs aufgeschlossen. In den Steinbrüchen des Plauenschen Grundes wurde dieses Gestein über einen langen Zeitraum zur Herstellung von Schotter und Splitt, zu Mauer- und Pflastersteinen sowie als Material für Packlager gewonnen. Von 1963 bis 1970 waren nur noch der Ratssteinbruch in Dölzschen und der Steinbruch „Heidenschanze“ in Coschütz in Betrieb. Insgesamt wurden jährlich bis zu 70.000 t Ausgangsmaterial für Betonzuschlagstoffe und Straßenbaumaterial gewonnen.
Die im nordöstlichen Bereich auftretenden Gesteine des Lausitzer Granodioritkomplexes wurden in vergangenen Jahrhunderten zur Steingewinnung genutzt, wovon eine Anzahl alter Steinbrüche zeugt. Heute sind die Granodiorite aus Landschafts- und Naturschutzgründen von einer Rohstoffnutzung ausgeschlossen.

### Sand und Kies

#### Sande der saaleglazialen Schmelzwasserbildungen
Diese Sanderschüttungen sind im Norden und Nordosten verbreitet. Es handelt sich um enggestufte Fein- bis Mittelsande und erreichen im Bereich der Hellerberge Mächtigkeiten bis zu 60 m. Sie eignen sich zur Herstellung von Kalksandstein und als Mauer-, Putz- und Mörtelsande. Früher erfolgte ein Abbau in den Sandgruben am Hammerweg und an der Proschhübelstraße im Norden. Gegenwärtig sind Sandgruben östlich des Prießnitzgrundes und am Augustusweg in Betrieb. Letztgenannte Lagerstätte enthält einen Vorrat von ca. 100 Millionen Tonnen und bildet die Rohstoffgrundlage für ein Kalksandsteinwerk und die Versorgung des Stadtgebietes mit Baurohstoff.
Bereits als unaufbereitetes Fördergut besitzen die Schmelzwassersande eine hohe Qualität: eine große Homogenität, einen Quarzanteil > 90 % sowie einen geringen Anteil an Fein- und Kieskorn.

#### Glazigene Sande und Kiese

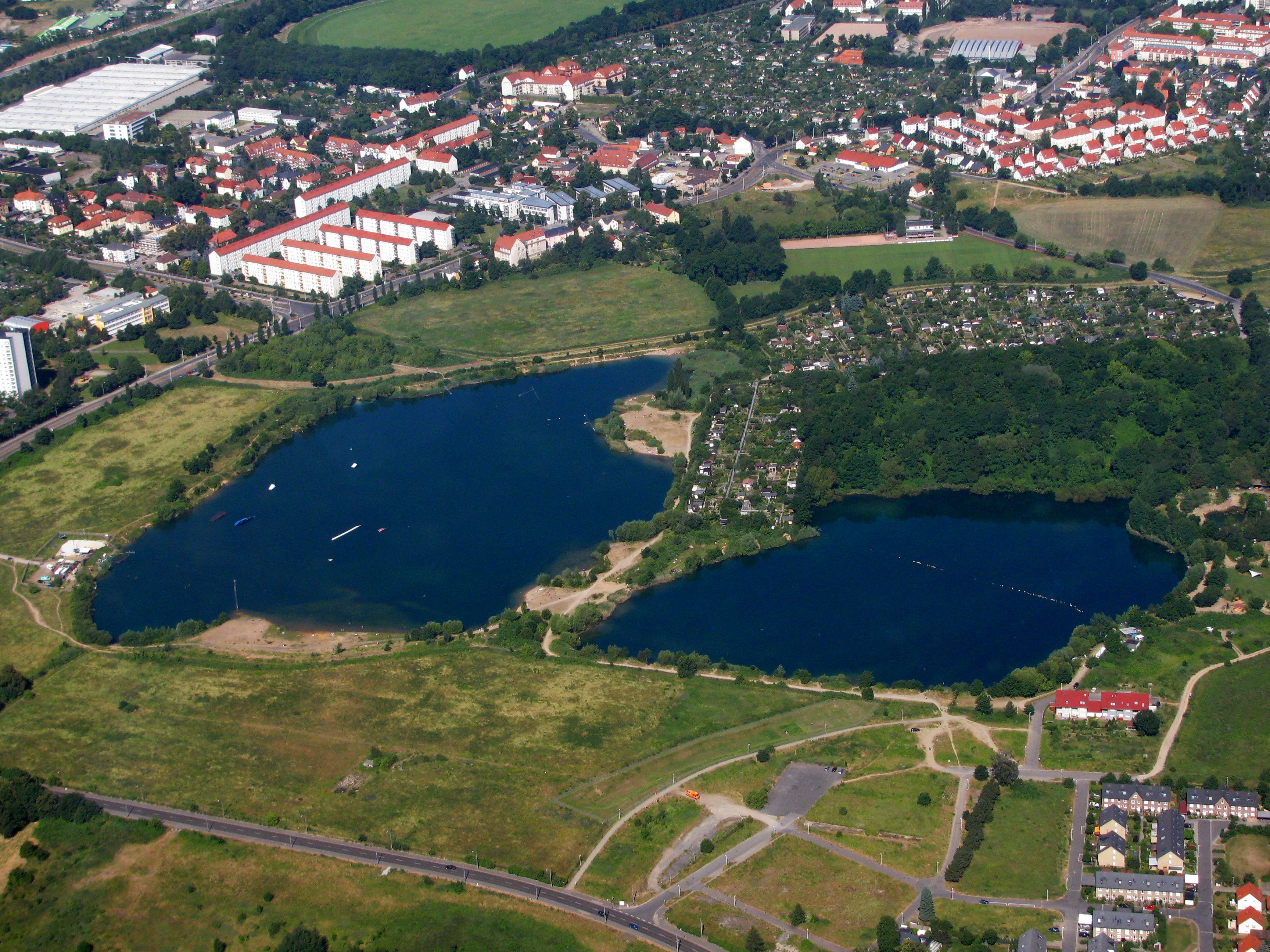
Luftbild des ehemaligen Kiestagebaues Leuben

Sande und Kiese der Elster-, Saale- und Weichsel-Eiszeit sind im Stadtgebiet großflächig vorhanden. Ein Abbau erfolgte im Südosten (Dobritz und Leuben) und im Nordwesten (Kaditz). Die nutzbaren Mächtigkeiten betragen bis zu 15 m bei einfachen und ungestörten Lagerungsverhältnissen. Die Nutzschichten unterteilen sich in einen oberen sandigen Lagerstättenteil (< 20 % Kies) und einen unteren kiesigen Teil (> 50 % Kies). Der Abbau erfolgt im Trocken- und Nassschnitt.
Ehemalige Kiesabbaue werden im Stadtgebiet als Badegewässer genutzt.

### Ziegellehm

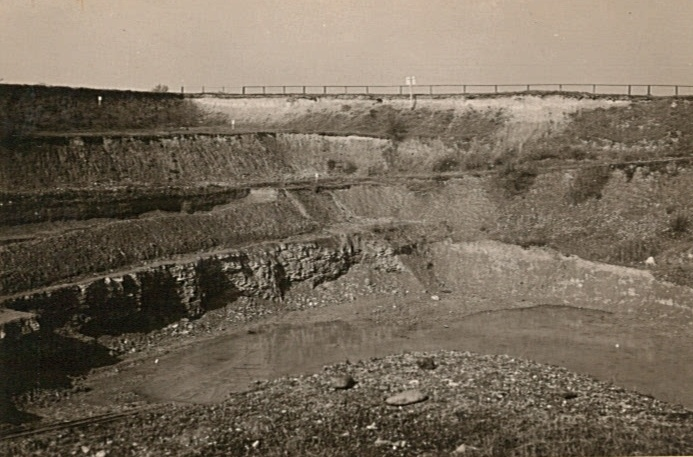
Lehmgrube der ehemaligen Ziegelei Zschertnitz von 1922. Pleistozäner Löss und Lösslehm auf Plänermergel (Oberkreide)

Löss, Lösslehme und Hanglehme stehen am südöstlichen Elbtalhang in Mächtigkeiten bis zu 10 m an. Gemeinsam mit den an der Lagerstättenbasis vorkommenden Plänermergeln der Räcknitzer Schichten war neben einer guten Rohstoffqualität auch eine günstige Vorratssituation vorhanden. Produziert wurden vor allem Voll- und Hochlochziegel. Ab 1994 wurde der Abbau von Ziegellehm aus wirtschaftlichen Gründen eingestellt und die Ziegelei Waschneck geschlossen. Vereinzelt erfolgte seitdem eine Lehmgewinnung für den Einsatz als Dichtungsmaterial, beispielsweise zur Abdeckung und Sicherung von Altdeponien. 

## Aufschlüsse

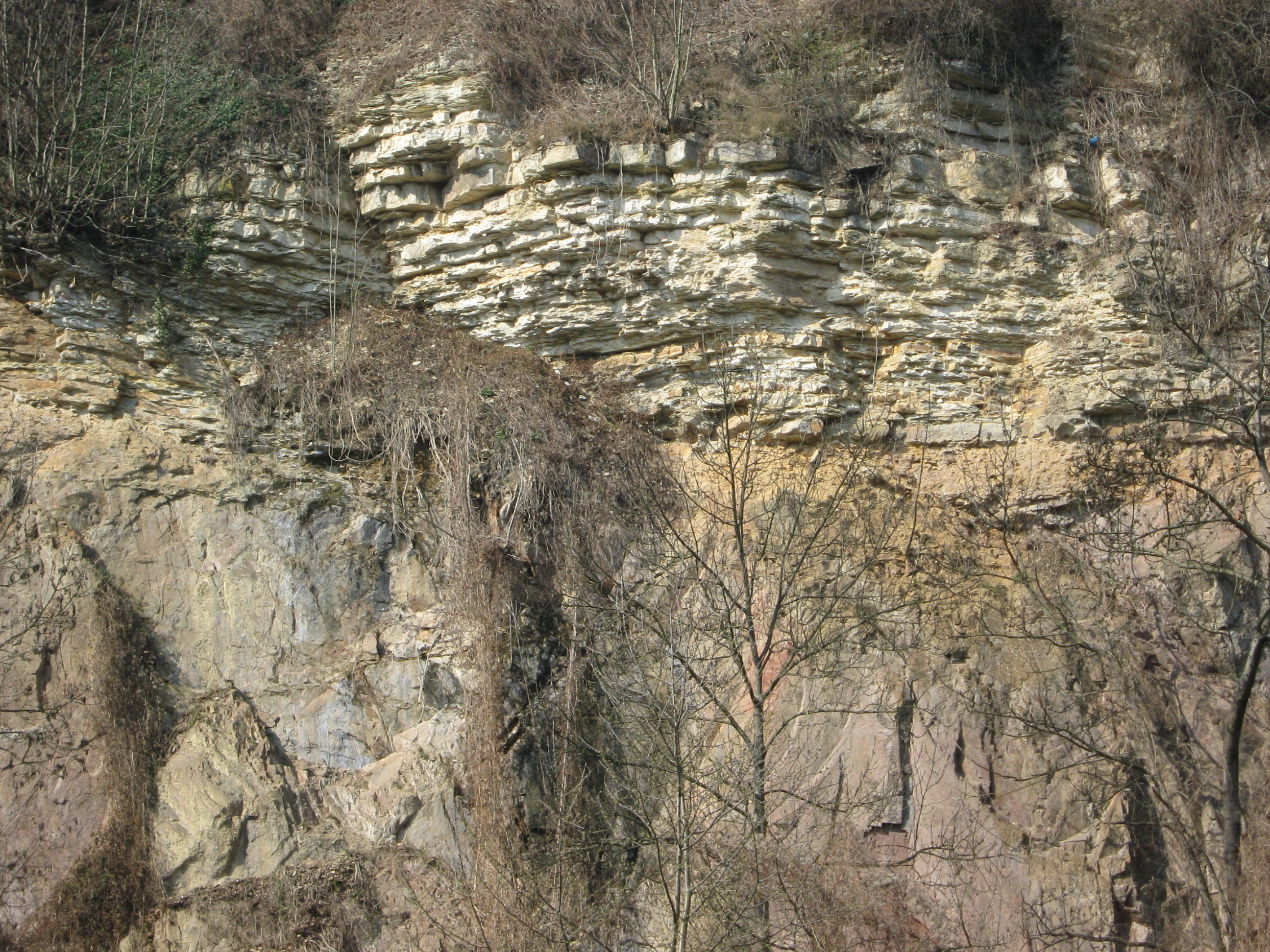
Ratssteinbruch im Plauenschen Grund, Pläner (Elbe-Senke) diskordant über Monzonit (Meißner Massiv)
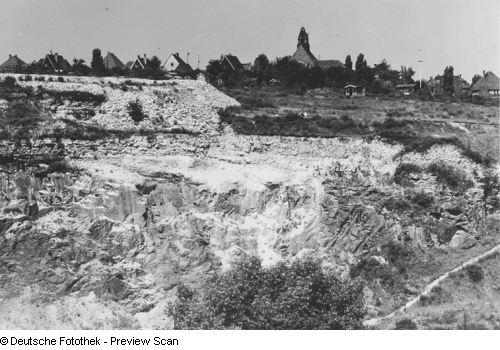
Der Ratssteinbruch um 1930
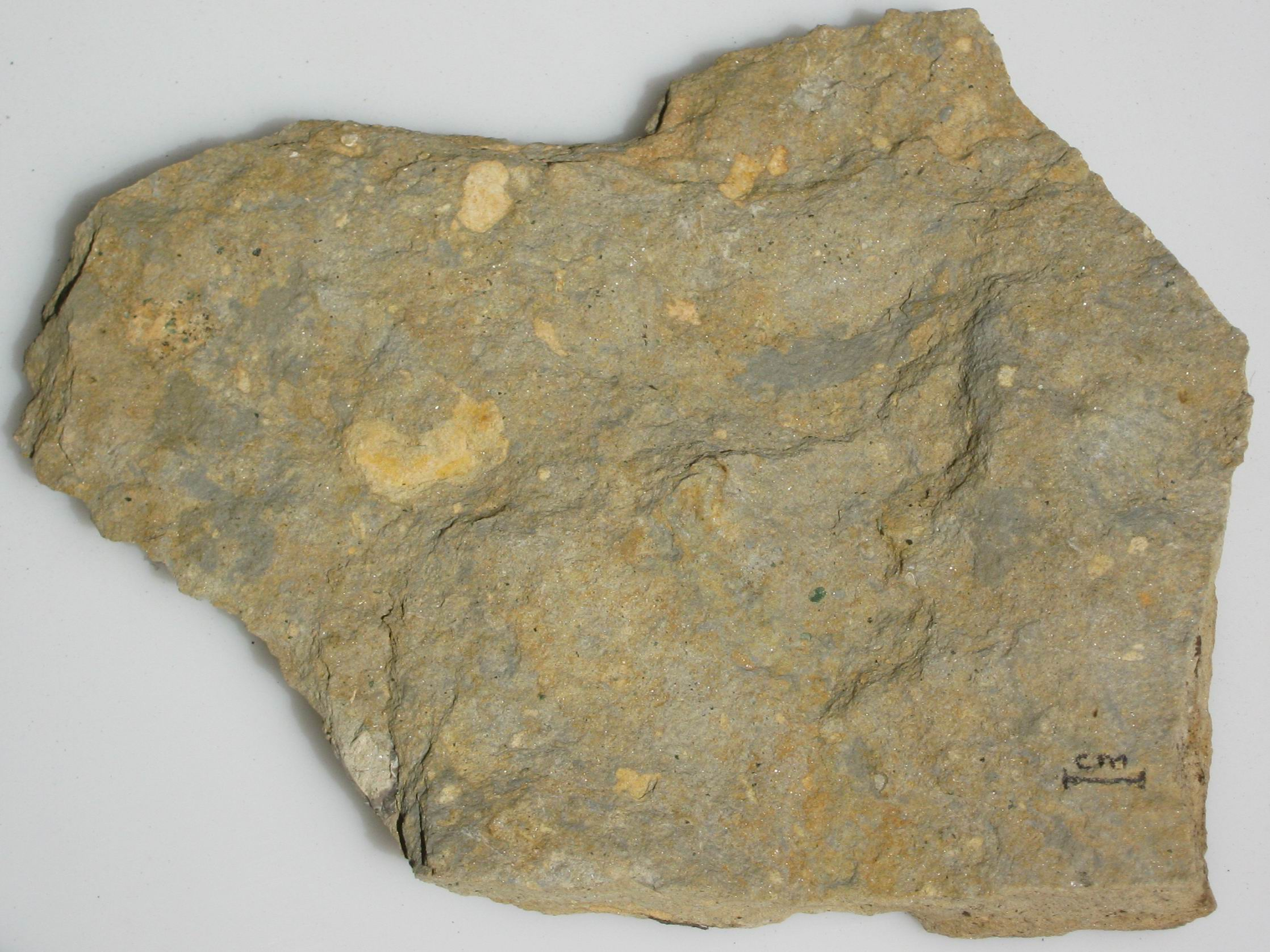
Pläner-Gesteinsprobe mit typischer Fleckung aus dem Ratssteinbruch
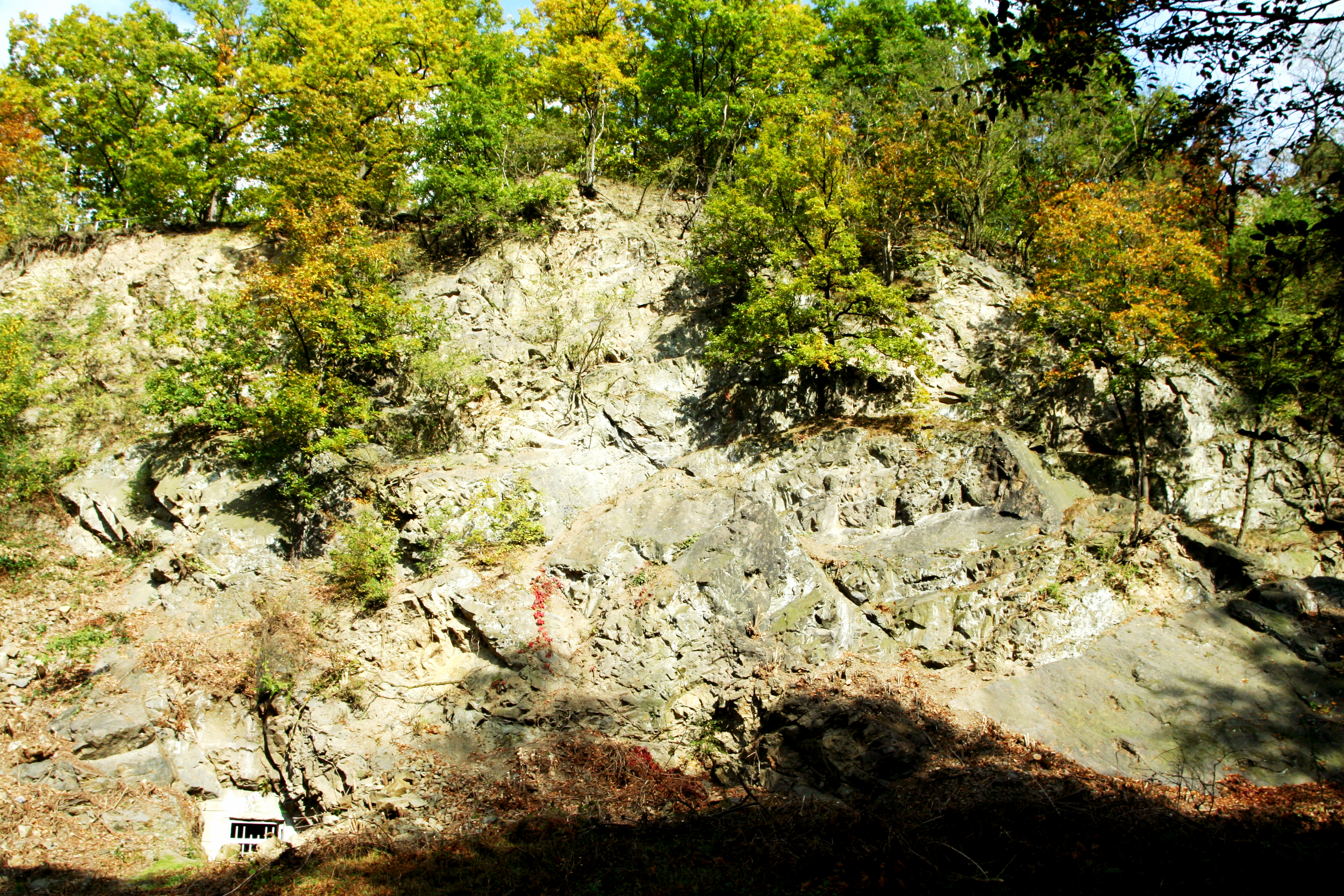
Granodiort-Steinbruch an der Mordgrundbrücke (Lausitzer Granodioritkomplex)
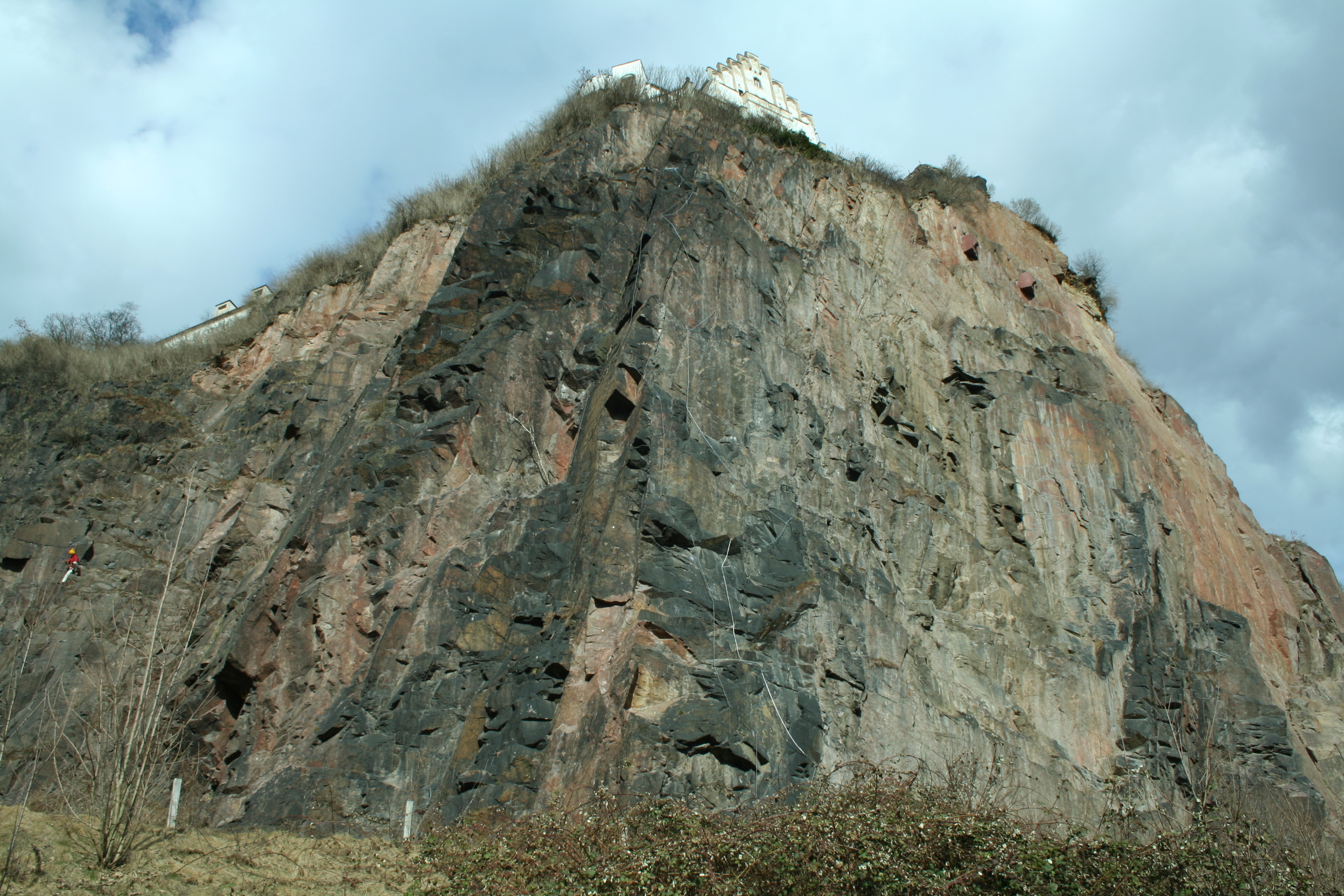
Monzonit im Plauenschen Grund (Meißner Massiv)
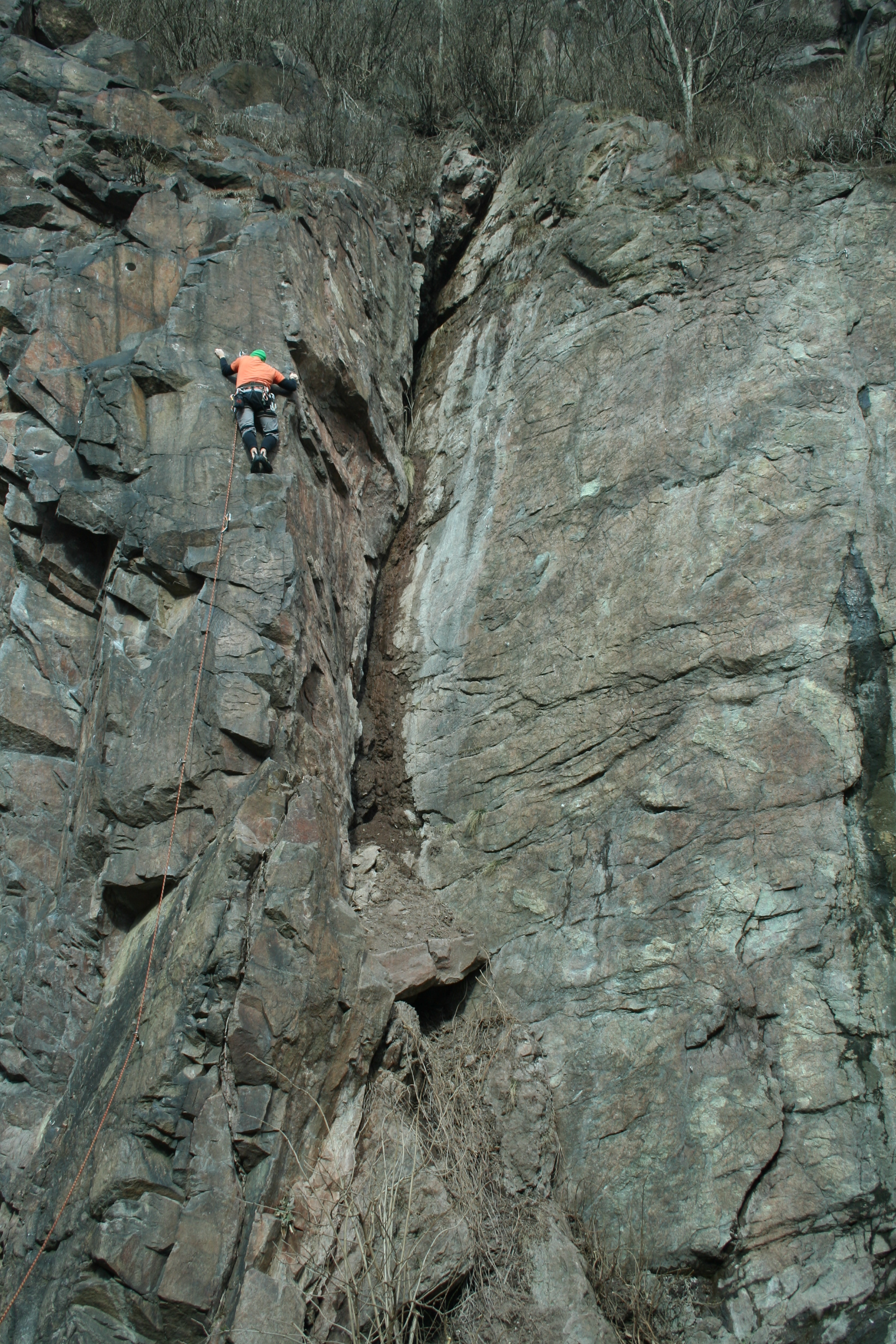
Monzonit im Plauenschen Grund (Meißner Massiv), Klettersteig unterhalb der Beegerburg
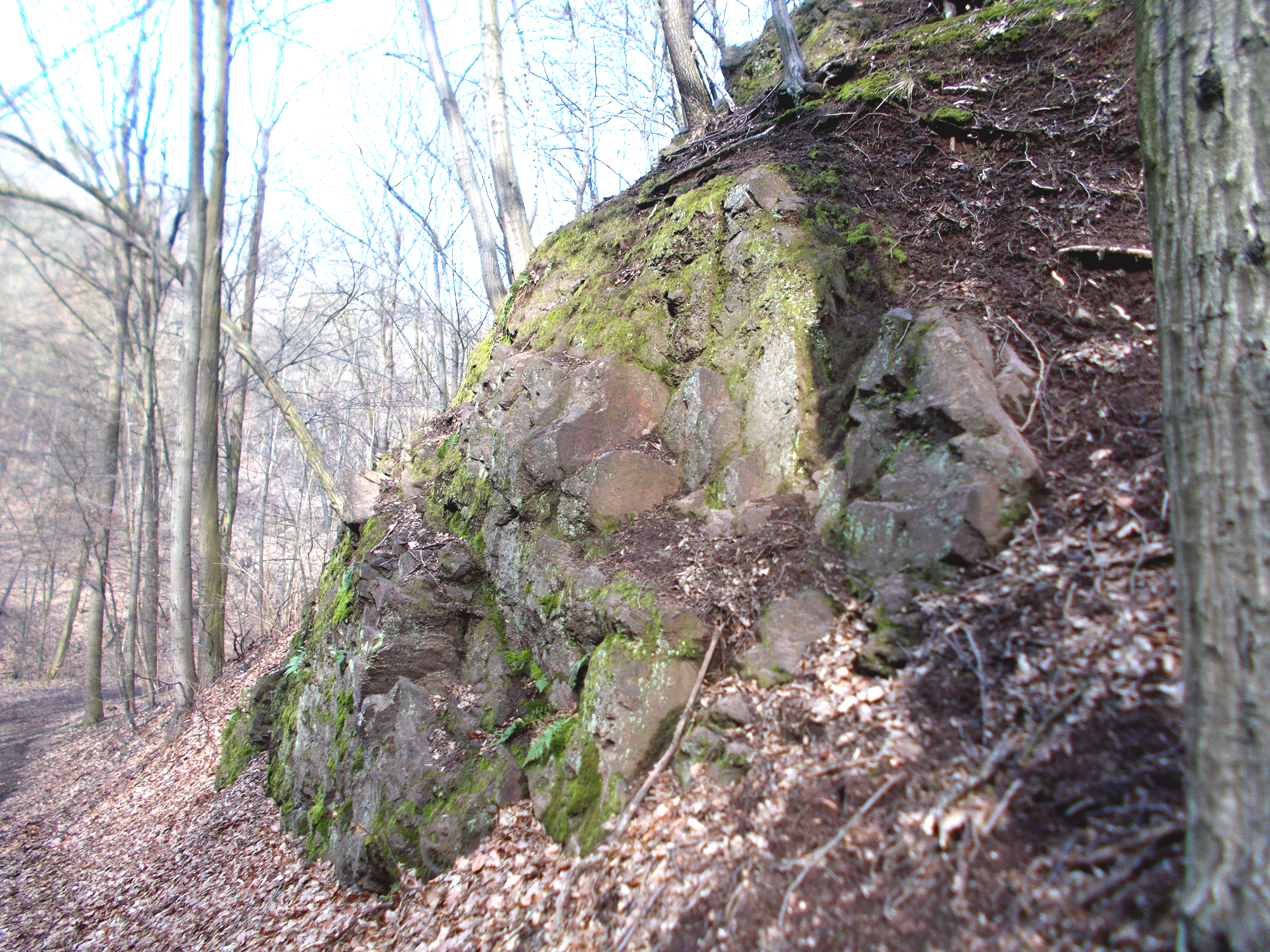
Monzonit im Tännichtgrund bei Niederwartha (Meißner Massiv), dort mit geschützter Plänerverwerfung
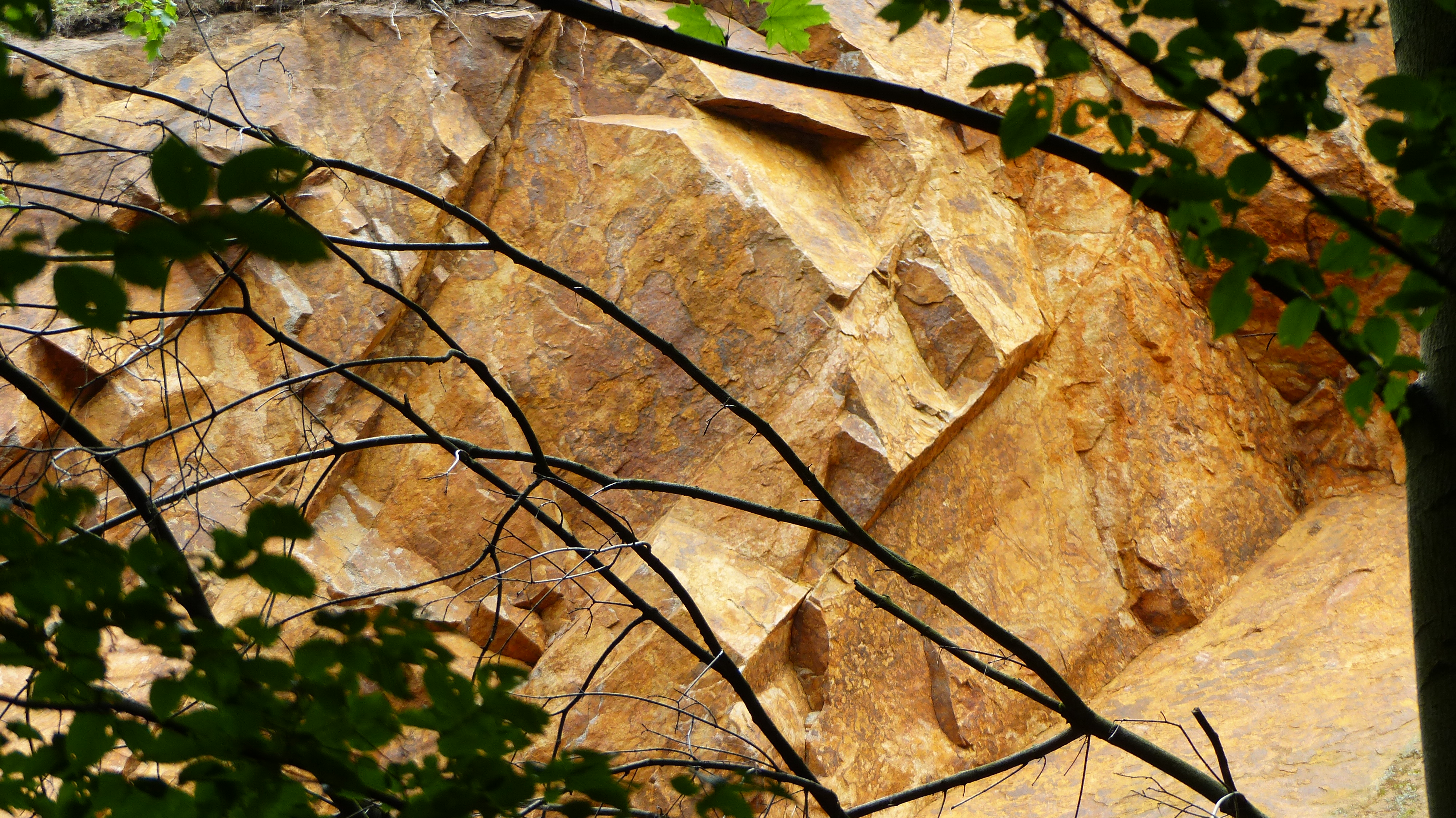
Monzonit im Tännichtgrund, frischer Anschnitt nach Hochwasser
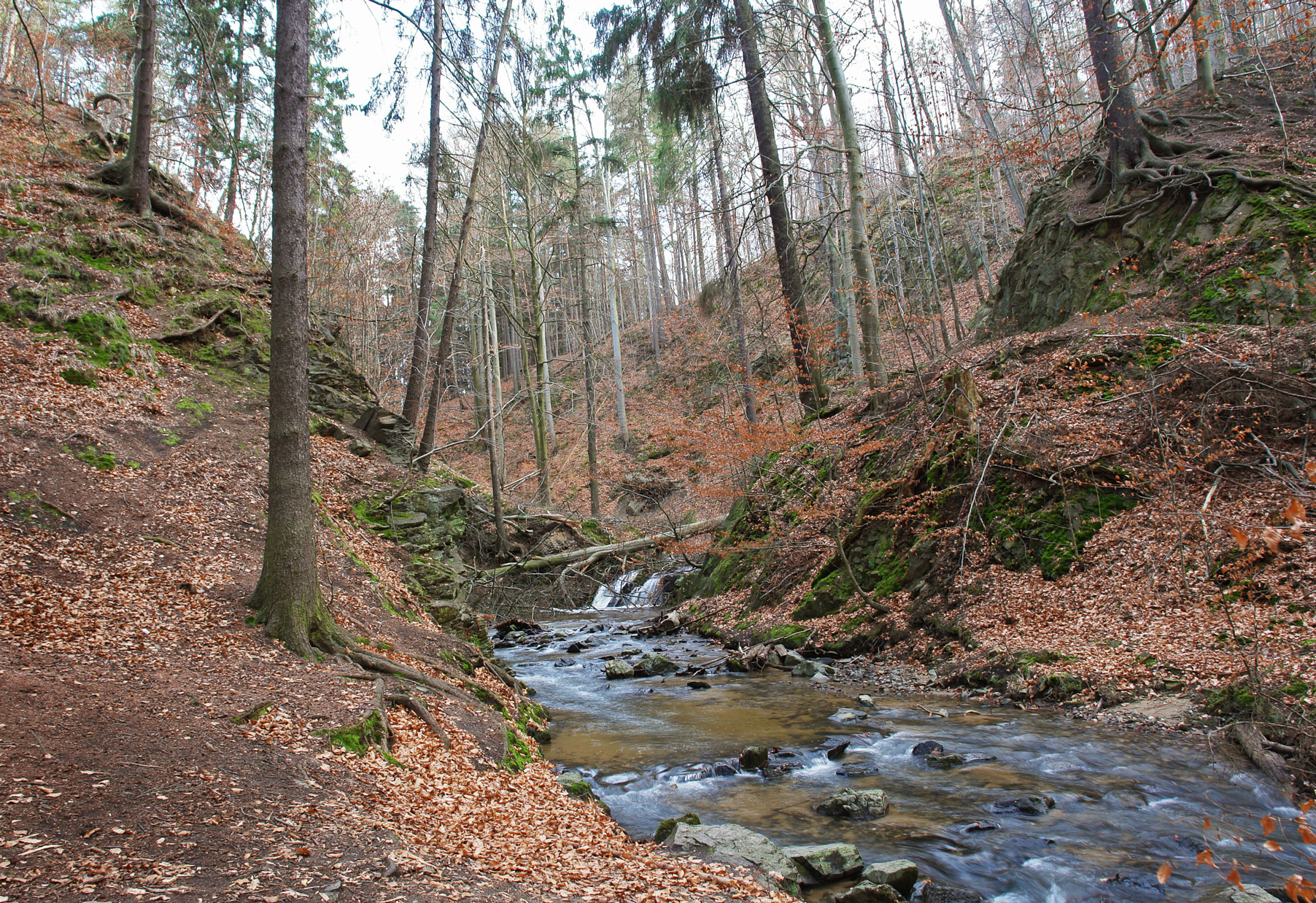
Prießnitz-Wasserfall in der Dresdner Heide, Granodiorit (Lausitzer Granodioritkomplex)
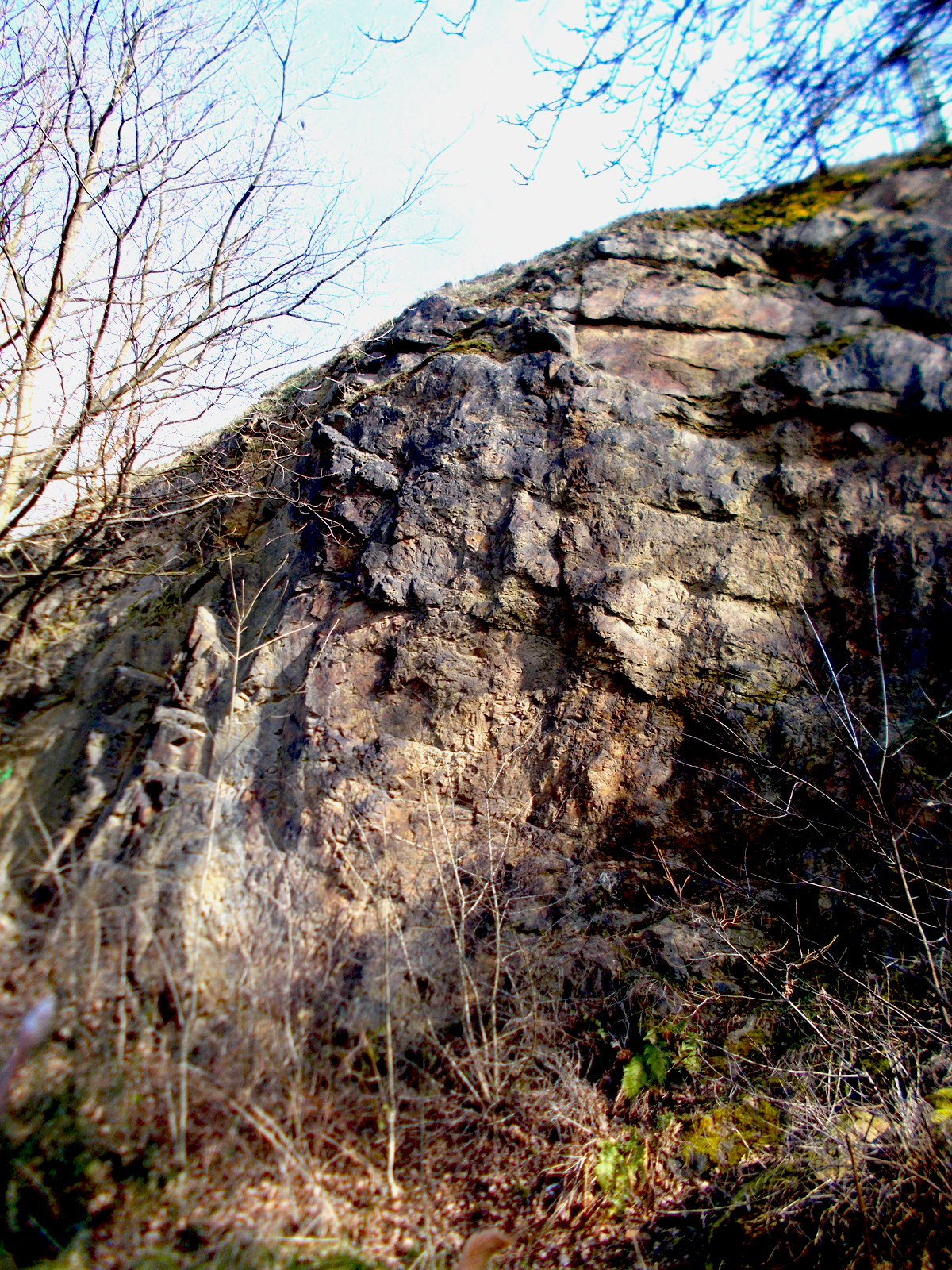
Porphyrit-Steinbruch am Hutberg bei Weißig (Weißiger Senke innerhalb des Lausitzer Granodioritkomplexes)
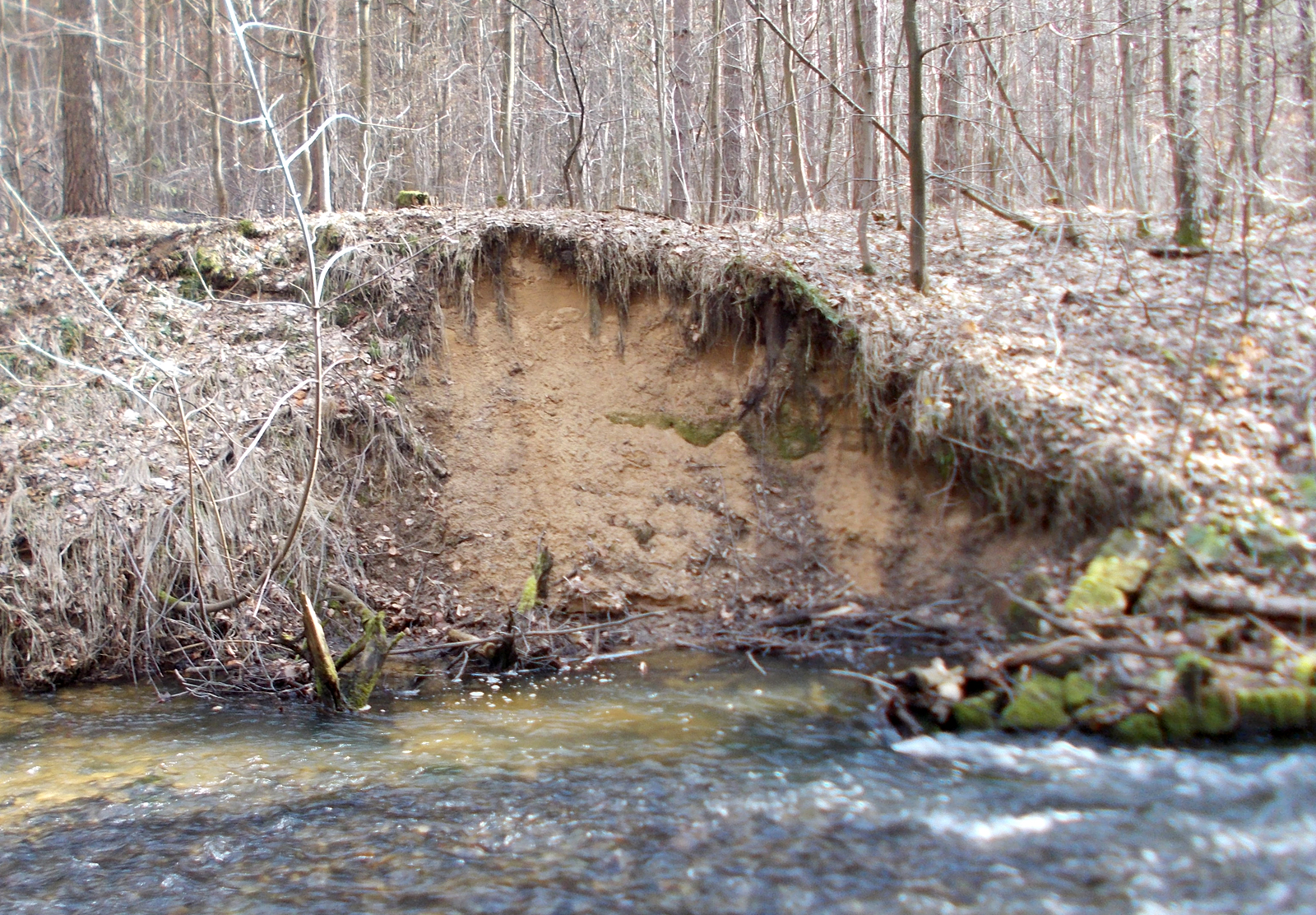
Pleistozäner Heidesand an einem Prallhang der Prießnitz in der Dresdner Heide
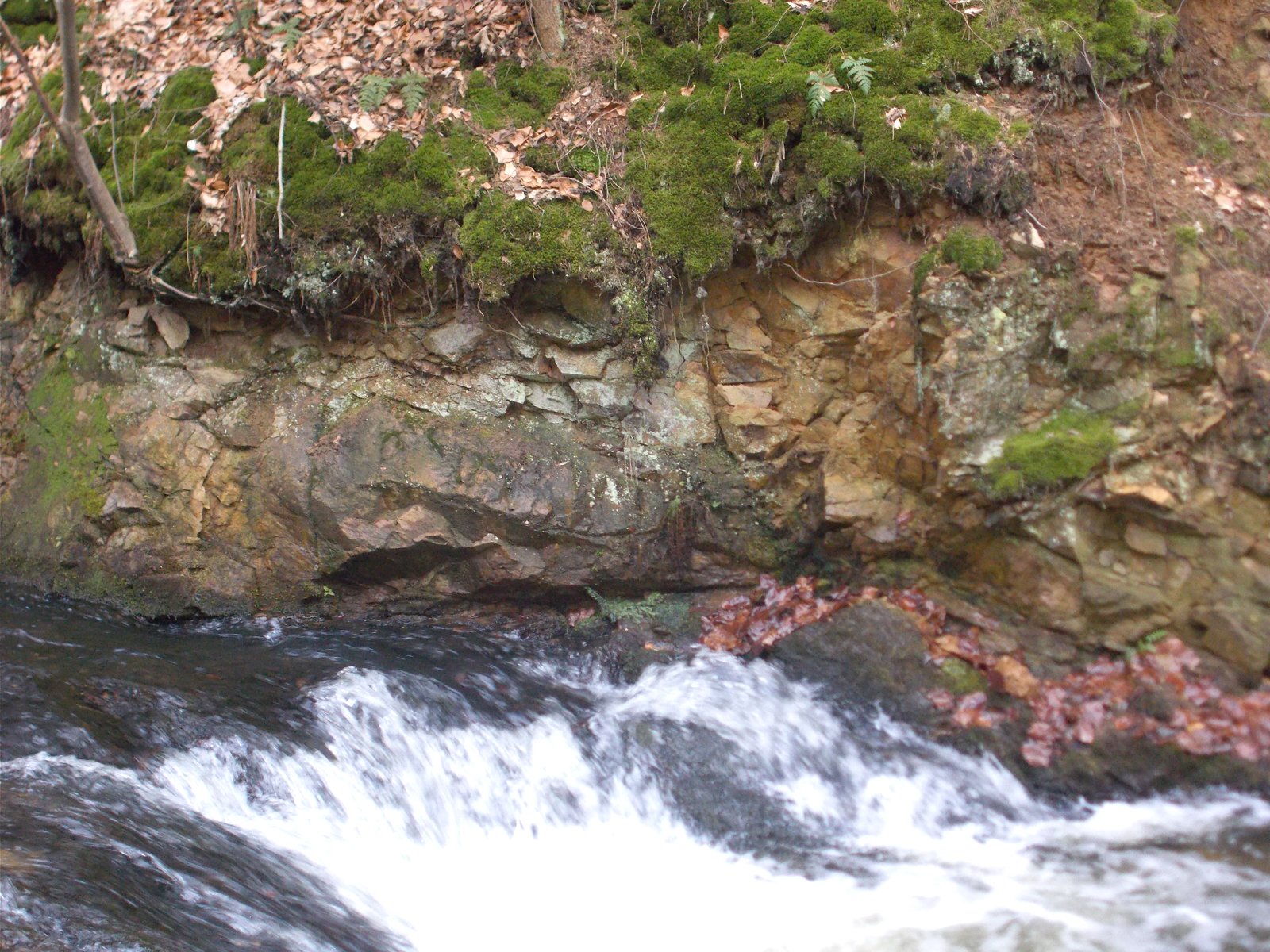
Anschnitt von Granodioritgneis (Großenhainer Gneiskomplex) an einem Prallhang der Prießnitz in der Dresdner Heide
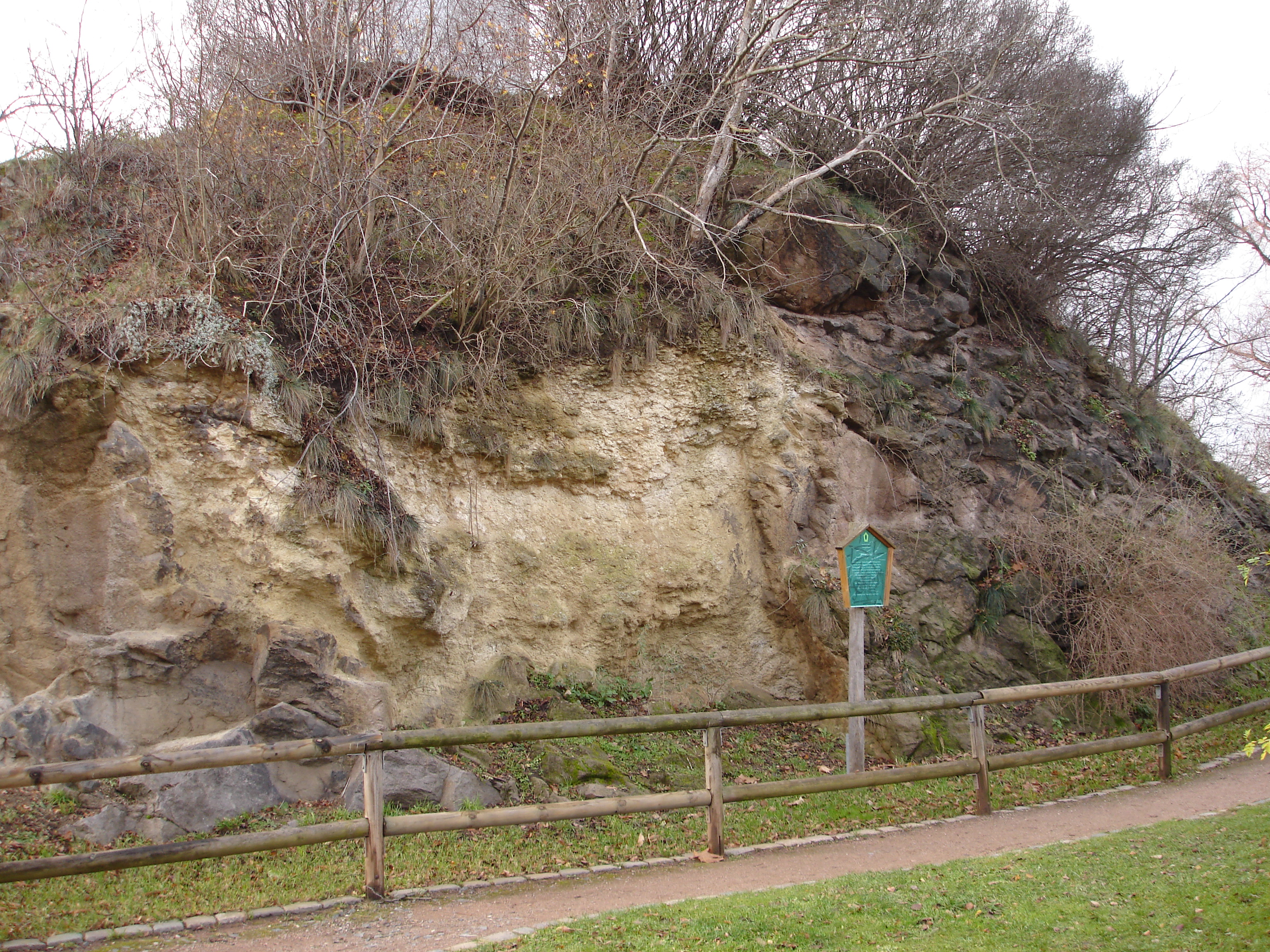
„Hoher Stein“ im Stadtteil Plauen, Monzonit-Klippe mit Brandungstaschen des marinen Cenomans